# 假面騎士聖刃角色列表
 假面騎士聖刃角色列表 展示於朝日電視台放映的特攝劇集《假面騎士聖刃》各個角色。

## 奇幻書屋神山
神山飛羽真（內藤秀一郎、前川伊織（童年）飾）／大陸CV：趙毅／台灣CV：江志倫、蔣鐵城、陳貞伃／香港CV：陳漢祺（本篇、外傳、Beyond Generations）、簡懷甄（不死鳥之劍士與破滅之書、超級英雄戰記）
假面騎士聖刃第二任和假面騎士十聖刃的變身者，本作男主角，1996年（平成8年）生，現年24歲。
第一人稱「俺」，職業是一名有多年寫作經驗的小說家，也是『奇幻書屋神山』的店主，對書的喜愛强烈到能話不絕口特別是奇幻類型的書。
現任炎之劍士，在第2章到第16章之間曾短暫加入過『真理之劍』；增刊號中決定將烈火交還給組織並當回普通小說家。與炎之聖劍「火炎劍烈火」相遇，成為了拯救世界的劍士，而在夢中出的謎之少女，將使他的命運發生巨變。
雖然個性飄忽，亦有熱情一面，似乎重視對某個「約定」。不會否定對手，有著一切都會給予肯定的溫柔性格。
曾被视为叛徒，直到找到真正的叛徒真理之主，尾上、大秦寺、伦太郎才对他释除嫌疑。
隨著故事的發展，已經能確認他就是被露娜（世界聯係的存在）選中，成爲世界之守護者。
了決敵人前的台詞為：「故事的結局由我來決定！（日文：物語の結末は俺が決める！）」
- 第1章時因為想要守護一切的心引發下落不明的「火炎劍烈火」現身，之後拔起「火炎劍烈火」變身成假面騎士聖刃擊敗作亂的魔像梅基多，在結尾時被突然出現的倫太郎請求交出聖劍驅動器和勇猛戰龍的奇跡駕馭書。
- 第2章時因為蘇菲亞的邀請而進入極北基地並從其得知一切源由，之後隨著倫太郎一同前往被梅基多侵蝕的城市之中，透過倫太郎的變身習得了更多的戰鬥方式，後來又在極北基地取得了聖刃的專屬機車，並在倫太郎打倒螞蟻梅基多後取得傑克與大豆樹，在變身成戰龍傑克型態後打倒螽斯梅基多，同時取得了「彼得幻想曲」的奇跡駕馭書。
- 第3章時受到尾上亮的質疑，並與空約定好要讓他了解書的有趣。
- 第4章時使用三本奇跡駕馭書的力量成功打倒大山椒魚梅基多強化態，最後和倫太郎一同迎戰假面騎士Calibur，在險些被Calibur擊敗時，賢人突然現身幫助兩人抵擋攻擊。
- 第5章通過大秦寺得知自己連火炎劍烈火的一半威力都沒有發揮到，同時被Calibur當成目標。
- 第6章時因斯特琉斯的設計而使得火炎劍烈火遭到封印，後得知只有前往阿瓦隆才能解開封印，於是與大秦寺哲雄兩人尋遍極北基地內所有書籍甚至翻閱禁書，最後成功解開通往阿瓦隆的方法。
- 第7章時和賢人一同前往阿瓦隆，在遭遇Calibur之後透過讓勇猛戰龍及邪惡魔龍兩本書產生共鳴來打開通往阿瓦隆的入口，抵達阿瓦隆後在白衣神秘人的指引下取得「亞瑟之王者」奇跡駕馭書和一本充滿力量的銀色書，並同時展開試煉。
- 第8章時因為執著於如何發揮亞瑟之王者的力量而導致尾上亮遭到石化，但也很快就透過寫同伴的故事想到方法。
- 第9章時在Calibur以及鴨梅基多的攻勢下節節敗退，大秦寺即時出現後，在他的協助下奪得了「西遊旅記」並成功變身成深紅戰龍的奇跡聯組型態。
- 第11章和大秦寺一起對抗茲歐斯和哥布林梅基多，打敗梅基多後因梅基多的計策而開啟連結世界所需要的門。
- 第12章被斯特琉斯和茲歐斯阻擋去路，隨後倫太郎趕來救援，從倫太郎口中聽到露娜後想起15年前的事情並趕去賢人那邊。
- 第13章被書認定克服試煉後變身成龍之騎士擊敗Calibur，並封印連結世界的大門，隨後卻完全找不到闇黑劍月闇，在失去解決方法的線索後無法阻止賢人被黑暗吞噬。
- 第14章時使用賢人遺留的「艾倫吉納的神燈」變身成戰龍艾倫吉納並使用雷鳴劍黃雷與三名幹部、Calibur一戰，最後在即時趕到的倫太郎的幫助下變身成深紅戰龍追趕進入大門的Calibur。
- 第15章進入異世界大門並與Calibur作最後決戰，被黑暗的力量吞噬後賢人從黑暗現身並協助從黑暗脫離，隨後從上條大地口中得知了15年前一切的經過，最後變身成「龍之騎士」將其完全擊敗，擊敗後上條大地託付找出真相和組織的背叛者。
- 第16章時受到神代玲花的招攬後拒絕，在倫太郎等人的要求下不交還聖劍，並說出找出背叛者一事，結果被認定為背叛者而被倫太郎等人攻擊，最後被即時出現的光之劍士-尤里救下。
- 第17章擊敗雪人梅基多得知是白井雪變身而成的梅基多，之後為了將白井雪救出而不敢全力迎戰，在尤里使出必殺技要消滅梅基多時並將其阻止而起衝突。
- 第18章在說服倫太郎、大秦寺時雪人梅基多出現而打斷，為了阻止倫太郎消滅雪人梅基多而負傷，在書完成的前一刻將出現的書消滅而救出白井雪並消滅雪人梅基多，最後才得知光劍能直接將人和書分離。
- 第21章在大秦寺為了確認飛羽真的想法而與自己開打時，短暫發揮出火炎劍烈火真正的力量而得到大秦寺的信任。
- 第22章與尾上全力一戰而敗北，並被奪走亞瑟之王者，最後在眾人面前使用火炎劍烈火將麻美和玲美從卡律布狄斯梅基多短暫分離讓梅基多出現破綻。
- 第23章為了潛入極南基地直接與真理之主見面而請求尾上協助，潛入後因斯特琉斯入侵的關係導致基地全面警戒，與大秦寺分開後遇到謎之士兵被引領到禁書庫與斯特琉斯相遇，從斯特琉斯手上搶回禁書後在戰鬥中書自行翻開並變成「始源戰龍奇跡駕馭書」，被始源戰龍控制，在心神喪失的狀態下並變身成聖刃始源戰龍將周圍所有人全部擊退[4]。
- 第24章以龍之騎士形態和尤里一同對付雷傑爾期間被突然出現的始源戰龍奇跡駕馭書控制並轉換為始源戰龍和始源戰龍 雄獅戰記，把雷傑爾擊退後試圖靠近襲擊芽依但失敗。
- 第25章前去尋找拿走奇跡駕馭書的芽依，與倫太郎敞開心房交談後拜託倫太郎即使要痛下殺手也要阻止暴走，在尾上空通知神代玲花進到極北基地後急忙回去，為了保護被擊敗的兩人要變身時，被強制變身成始源戰龍，即將攻擊到倫太郎時被Calibur阻止，在雙方的必殺技造成的衝擊而解除變身後得知Calibur是賢人。
- 第26章前去說服賢人一起戰鬥，得知賢人知曉未來，且無法說服，自己一廂情願認為能再次一起戰鬥而悲傷，並變身前去阻止賢人。
- 第27章成功解救始源戰龍奇蹟駕馭書內靈魂的感情而回復，變身成聖刃 元素始源戰龍擊敗雷傑爾。
- 第29章在尤里幫助下潛入極南基地，但在快離開的時候被神代凌牙（假面騎士Durendal）斬至重傷。最後在倫太郎使用元素戰龍奇跡駕馭書強化力量下與尤里一同撤退。
- 第31章接受倫太郎的對決請求，對決中倫太郎成功讓水勢劍流水發出光芒，隨後再次與倫太郎一同對付茲歐斯和貓梅基多，最後兩人合力成功拯救芽依，擊敗茲歐斯。
- 第32章在玲花與凌牙突襲極北基地期間識穿凌牙瞬間轉移能力的原理。但自賢人被黑暗吞噬一事後一直由其持有的聖劍雷鳴劍黃雷在對戰期間被奪走。
- 第33章與賢人交談時真理之主現身並與其對抗，隨後火炎劍烈火，始源戰龍和元素戰龍奇跡駕馭書與奇跡故事共鳴後發現露娜，但沒有成功救出。
- 第34章對已被其封印的巴哈特再次出現而感到驚訝。最後與賢人和巴哈特戰鬥時，火炎劍烈火產生共鳴並兩人將巴哈特擊退，隨後露娜突然出現在兩人身後。
- 第35章在真理之主從破滅之書放出封印的龍後得到「激情戰龍」並變身，擊敗巴哈特後被真理之主攻擊，全知全能之書完成的前一刻成功拯救露娜並使用劍破壞讓其復甦不完整，最後與身心疲累的露娜道別，並與露娜約定會再次見面。
- 第36章得知真理之主的真正目的後勃然大怒，與倫太郎等人一同對抗真理之主但失敗，在即將被擊殺前的一刻被尤里救下。
- 第37章得知賢人一意孤行的原因，最後成功阻止賢人與真理之主同歸於盡。
- 第38章繼續勸說賢人歸隊，後來支援其他劍士，在嚴厲訓斥巴哈特逃避自我的行為並勸阻無果後，成功給予巴哈特無法復原的傷害而將其擊敗，隨後將全部聖劍的力量結合，召喚出刃王劍十聖刃並變身成假面騎士十聖刃成功拯救將被毀滅的世界，重創了真理之主。
- 第39章勸說賢人歸隊成功，得到神代兄妹從極南基地奪走的奇跡駕馭書後，與倫太郎一同追擊真理之主並將其重創。
- 第40章為保護露娜，與倫太郎、賢人和尤里一起阻止真理之主，一度因其控制而被倫太郎和賢人攻擊，但在尤里脫離控制並其協助下，兩人完全解除控制後變身成特典聖刃，將真理之主重創。
- 第41章終於見到達西爾，並從他口中得知一切的真相，為了見到露娜他依舊在所不辭，之後找到蓮並且會等他歸來，得知梅基多出現後前去和尾上與大秦寺一起消滅卡律布狄斯·赫丘利。
- 第43章與神代兄妹闖入斯特琉斯的藏身處，與卡律布狄斯梅基多戰鬥中藉從刃王劍召喚出來的時國劍界時使凌牙脫離險境，不過其後被極其崇拜淩牙的玲花吐槽。
- 第44章與眾人對抗斯特琉斯和四位賢神卻失敗，後來與賢人見到了長大的露娜後，不禁流下了眼淚，因為在15年前的異變發生後，飛羽真一直都為自己失約而讓露娜遭遇15年前的事件而自責。之後三人一起重新約定並作出承諾。
- 第45章一同與賢人對抗賢神庫昂，在蓮前來支援後隻身前去最頂層的道路。
- 第46章與斯特琉斯決戰，阻止斯特琉斯加速侵蝕世界後被其擊倒並墜落。
- 第47章墜落後被《始源戰龍》中的少年救下，回到戰場上以始源戰龍型態成功扭轉戰局，在倫太郎和露娜趕到塔頂後，在露娜的犧牲下得到了《奇跡萬能》奇跡駕馭書，與倫太郎和賢人三人一同擊敗斯特琉斯，在世界毀滅時創造出新的奇跡世界，並成為守護者，一年後在奇跡世界寫完所有失蹤人們各個故事後帶回現實世界讓失蹤的人們回歸，並與眾人相會。
- 增刊號中與眾人一同遇見了假面騎士REVI/五十嵐一輝和假面騎士VICE/拜斯兩人，並與賢人、一輝、拜斯四人一同打敗「蝗蟲·死囚」，最終在真理之劍改革制度後選擇當回普通小說家並交回火炎劍烈火。
- 於聯動劇場版《假面騎士Beyond Generations》中因迪亞布羅的復活以及克里斯帕的作亂，而重新被賦予火炎劍烈火與倫太郎及一輝和拜斯一同阻止陷入暴走的假面騎士CENTURY。
- 特別章中被織女惡徒的短冊耍得團團轉，最後與佐克斯/痛快凱撒的攻擊將其擊敗。
- 於續篇《假面騎士聖刃 深罪的三重奏》中在拯救世界過了8年後，收養了一名被捲入劍士們的戰鬥而失去父母的一名少年——陸，成為了一名父親。

間宮（まみや）（木村了飾)

## 奇幻世界
尤里（市川知宏飾）／大陸CV：陆扬／台灣CV：黃天佑／香港CV：竺諺鴻（本篇）、鄧燦陽（超級英雄戰記）
假面騎士最光的變身者，出生於基輔羅斯，現年1129歲，是目前最年長的假面騎士。
第一人稱「俺」或「私」，千年前的劍士，為了不讓光剛劍最光被人濫用而選擇捨身與劍合二為一，並將「亞瑟之王者」奇跡駕馭書封印在阿瓦隆由自己親自守護它。自稱是『守護世界的最棒的劍』。
最初与飞羽真出现严重分歧后被说服，認為飛羽真“註定會得到力量”并是一位可靠的同伴。長時間待在阿瓦隆，以致於對現代社會的種種非常感興趣，做出意想不到的行動令飛羽真和芽依困擾。
和巴哈特過去曾為好朋友，後因巴哈特意圖毀滅世界而與其決裂並持有「光剛劍最光」和「闇黑劍月闇」封印他。
和達西爾一同知道二千年前的事。
口頭禪：「我就是劍，而劍就是我！（日文：俺が剣で、剣こそが俺だ！）」、「最好的！（日文：最高だ）」
- 第7章登場時是飛羽真來到阿瓦隆後所遇見的白衣神秘男子，以『覺得有就會有，覺得不會有就不會有』一語幫助飛羽真取得「亞瑟之王者」奇跡駕馭書，並告訴這只是一切試煉的開始。
- 第8章時表示等到飛羽真得到強大的力量時他們將會再次相見。
- 第12章開頭出現在達西爾的小屋中。最後與流蘇在旁看著飛羽真和賢人。
- 第13章在眾人戰鬥時一旁觀看到飛羽真開啟龍之騎士奇跡駕馭書變身後，說出飛羽真已完成他口中的試煉。
- 第16章時帶著聖劍「光剛劍最光」現身於眾人眼前并变成劍形态的假面骑士最光。
- 第17章堅持為了拯救世界而想將雪人梅基多直接斬殺，結果被飛羽真阻止而起衝突。
- 第18章在聽到倫太郎的說服後認定現在的『真理之劍』不存在正義。認可飛羽真的覺悟後讓飛羽真使用光剛劍最光，最後才明說使用光之劍可以直接將人類與梅基多分離。
- 第20章被飛羽真的覺悟而打動內心，並打算使用漫畫——《X劍客》來恢復作為劍士原本的力量。
- 第21章前去找達西爾要回他保管的自己作為劍士時的故事「奇跡世界故事光剛劍最光」奇跡駕馭書，最後恢復作為劍士原本的力量并變身成最光X劍客救出飛羽真和伊本麻美。
- 第22章因為卡律布狄斯梅基多的體內同時存在麻美和玲美而無法分離，但在飛羽真使用火炎劍烈火將麻美和玲美從卡律布狄斯梅基多短暫分離讓梅基多出現破綻而成功解救。
- 第26章向眾人解釋拯救世界的最初的五人，闇黑劍月闇的由來和封印聖劍的能力，之後前去與賢人對決。
- 第29章以其力量帶著飛羽真潛入極南基地。
- 第30章時為了後續的戰鬥而再次來到達西爾的屋子尋找他，卻發現他失蹤。
- 第31章結尾透過達西爾左肩上的小鳥得知他因被真理之主擊至重傷正在恢復中。
- 第33章時向飛羽真等人坦白了達西爾的真實身分。
- 第34章在對抗巴哈特時，為了保護飛羽真，同時被巴哈特和打算封印聖劍的賢人的攻擊擊中而消滅，書和劍一起被神代玲花奪走。
- 第35章時因受被現任真理之主召喚出來的全知全能之書影響下復活。
- 第36章勸說賢人歸隊，之後成功為飛羽真等人擋下真理之主的必殺技並將他們帶回基地。
- 第37章在飛羽真等人被真理之主打倒後，現身與其對抗，並同時使用最光與月闇，將真理之主暫時吸入異空間。
- 第39章負責治療眾人的傷勢，治療到最後力量用盡無法維持人形而變回劍。
- 第40章收下月闇並阻止真理之主伸向露娜的魔爪，期間一度被真理之主控制，隨後靠自己的意志脫離控制並協助倫太郎和賢人完全脫離真理之主的控制。
- 第41章向飛羽真等人正式介绍達西爾
- 第44章與眾人對抗斯特琉斯和四位賢神卻失敗，但因奇跡世界崩壞逐漸嚴重而導致身體開始消散，但因把闇黑劍給予蘇菲亞暫時制止其身體的消散，自己則是持續消散。
- 第45章與蘇菲亞在塔外一同對抗大量的Shimmy，完全清除後進入塔內支援。
- 第46章硬撐著逐漸消散的身體幫助尾上、大秦寺和神代兄妹療傷。
- 第47章幫蓮和賢人療傷後力量用盡而消失，一年後在飛羽真寫完故事讓奇跡駕馭書恢復原本力量後再次復活。
- 增刊號中在眾人裡頭除了一輝之外，是唯一能夠看到拜斯的存在。

達賽爾（TOBI飾）／大陸CV：王晨光／台灣CV：蔣鐵城、黃天佑／香港CV：陳健豪（本篇）、林筠翔（不死鳥之劍士與破滅之書）
本名『維克多』，但他本人還是喜歡達西爾這個名字。
真正身份其实為兩千年前見證奇跡世界的最初的五人之一，也是目前奇跡世界唯一的守護者。為了找尋知識的源頭而踏上旅程，過程中結識了初代真理之主、還是人類的斯特琉斯、雷傑爾、茲歐斯等人，最後在巫女的帶領下得到了《全知全能之書》並從中誕生出奇蹟世界。但沒想到斯特琉斯等三人受到力量的蠱惑而變成了梅基多並開啟了持續兩千年的戰爭，掌握一大殘篇的他和初代真理之主最后約定好要分別守護兩個世界。后成为觀察者的角色而且還長達兩千年，那是因爲掌握殘篇之一的他基本上是不再屬於現實世界的存在，也無法干預人類的世界。並非不死之身，可以將其視為奇跡世界的居民而無法干預人類世界，不過一但在奇跡世界被消滅就會真正死亡。
在过去的两千多年里结识了尤里。
口头禅为：「一起看书吧，我是達西爾！（日文：ボンヌレクチュール，僕わタッセル！）」
- 第10~11章[9]期间，因巴哈特帶著破滅之書的出現，而感到不安。
- 第12章最後與尤里在旁看著飛羽真和賢人。
- 第21章被尤里要求歸還「奇跡世界故事光剛劍最光」奇跡駕馭書，最後在自己頭上的帽子裡找到。
- 第24章時拿着皮包來開場後匆匆離開，在結尾時其屋內空無一人，而且屋門被打開。
- 第26章得知曾和初代真理之主約定好要保護奇跡世界維護平衡，前去詢問現任真理之主的目的，最後被真理之主攻擊而消散。
- 第27章出現在飛羽真面前，感謝他救贖了始源戰龍奇跡駕馭書內悲傷的龍靈，並向飛羽真表示世界已走向最糟的局面，希望他趕快與那個女孩（也就是露娜）再見面。
- 第31章結尾時透過左肩上化為小鳥的富加宮隼人向尤里傳達因被真理之主擊至重傷正在復原養傷中。
- 第33章時尤里向眾人表示他正在重塑自己的身體中。
- 第39章身體完全恢復，並開始尋找露娜的下落。
- 第40章將露娜的秘密告訴她。
- 第41章現身極北基地，芽依試圖觸碰一下流蘇時卻產生觸碰不到的現象，並將2000年前的真相告知眾人，回到自己小屋發現露娜失蹤、奇跡世界出現崩壞以及被斯特琉斯找上門。
- 第42章時與斯特琉斯時仍試圖用對話感化他，並且仍然將其視為朋友，最後卻因為想將一切託付給露娜和飛羽真而被斯特琉斯殺死，死前對於發現全知全能之書導致斯特琉斯等人為了力量而墮落一事感到慚愧。他的死直接導致奇跡世界崩壞。

露娜（岡本望来（少女）、橫田真悠（成人）飾）／台大陸V：言灵/戈昕宇／台灣CV：穆宣名、連婉鈞／香港CV：莫曉晴（本篇）、胡葆琳（超級英雄戰記）（香港配音）
飛羽真和賢人的童年玩伴。
為連接奇跡世界和現實世界的存在之二，但已知比原定于2020年的『世界紐結解開之年』提早了15年，而且之所以提早出現是因爲已經選中了下一位即將守護世界的人，被流蘇和蘇菲亞稱作『那個女孩』，在15年前的異變時因被吸入書中而下落不明，直到第33章才重新出現。
- 第16章從神山飛羽真的回憶中得知是突然地出現在童年的飛羽真面前，並與飛羽真和賢人成為玩伴。
- 第25章向飛羽真求救，請求幫助始源戰龍奇跡駕馭書中記載的龍，而讓流蘇與真理之主得知露娜還活著。
- 第27章流蘇請求飛羽真趕快與其再見面。
- 第33章得知被囚禁於Wonder Story之間的裂縫內，期間飛羽真試圖拯救其但失敗。
- 第34章時飛羽真與巴哈特對決時再度出現裂縫，飛羽真試圖拯救其但失敗。最後飛羽真和賢人共同對抗巴哈特時，飛羽真手中的火炎劍烈火產生共鳴，與賢人擊退巴哈特後突然出現在兩人身後。
- 第35章時被神代玲花挾持帶走，並交給真理之主，後在全知全能之書降臨儀式時被飛羽真拯救，後因感到身心疲累而暫時消失，在消失之前跟飛羽真講說在不久的將來會再見面的。
- 第39章突然在奇跡世界中現身。
- 第40章在被真理之主抓走前被尤里救下，后從達西爾口中得知自身隱藏的秘密——自己就是奇跡世界。
- 第41章被流蘇安置在屋內，但結尾卻失去蹤影。
- 第42章時出現在奇跡世界的樹林中，後來受達西爾遇刺身亡引致到奇跡世界崩壞的牽連下而消失，後來在現實世界中與芽依相遇。
- 第44章感知到奇跡世界的崩壞，與飛羽真和賢人重逢後變化成成人的姿態，但因為奇跡世界的崩壞導致身體開始消散。
- 第45章以思念體的形式試圖阻止斯特琉斯但失敗。
- 第46章在芽依的鼓勵後，為了再與飛羽真見面，撐著身體往塔頂移動。
- 第47章抵達塔頂後以自己的身體換來了《奇跡全能》奇跡駕馭書的誕生，灵魂在一年後在奇跡世界裡和最初的五人、巴哈特向飞羽真致意，他们祝贺他比以前更好地修复一切，并鼓励他回到在地球上的朋友们身边。

## 書之魔人・梅基多
斯特琉斯（古屋呂敏飾）／大陸CV：胡霖／台灣CV：孟慶府／香港CV：陳健豪
假面騎士Storious的變身者，本作最終反派，執管故事類型的魔人。
原職業是一名敘事詩人，費盡心思書寫了不少的詩篇，還與其餘四人見證奇跡世界；但在發現自己的著作全都只是全知全能之書內早就記載在其中的內容并看到最终的结局而開始對整個世界绝望和气愤，之後爲了执著创造一个結局來改變這一切而唆使雷傑爾和兹歐斯一起吸收全知全能之書的部分力量，最後變成梅基多的悲剧人物。后期的口頭禪和飛羽真一樣，但只喜歡壞結局，最終計劃是讓奇跡世界侵占地球以毀滅兩者。
性格阴柔、有謀略，諷刺他人時會變得粗暴無禮，常運用自己的力量策劃出許多有趣的事情。奪走「全能之力」奇跡駕馭書后，样貌、声音、性格更加凶狠。兹奥斯、雷傑爾、真理之主只是其达成目的的棋子。
兩千年前的最初五人組之一，15年前和其他梅基多一同被富加宮隼人放出作乱。
- 第2章中代替失敗的雷傑爾安排自己手下的魔物螞蟻梅基多及螽斯梅基多出擊。
- 第6章時現身在飛羽真面前並趁機封印了火炎劍烈火。最後將一本能夠打開時間縫隙的書籍交給Calibur，並希望能夠得知Calibur執著於阿瓦隆的理由。
- 第7章時現身於芽依身邊挾持她，隨後將她丟給茲歐斯後就離去了。
- 第10章時因為「邪王魔龍」的完成而出手中斷了飛羽真等人與Calibur的戰鬥，同時讓Calibur露出真面目[14]。
- 第12章時與茲歐斯出現在飛羽真面前阻止他進入陣式內，但在倫太郎出現後兩人撤離。
- 第15章結尾時表示雖然上條大地已敗北、陣式被破，但他們仍舊能繼續執行他們的計劃。
- 第19章時與茲歐斯到處襲擊人類並將他們變成梅基多的製作人選。
- 第21章時擅自使用雷傑爾和茲歐斯的梅基多造出「卡律布狄斯」梅基多。[15]
- 第22章卡律布狄斯梅基多被擊敗時，被其他兩人質問，但隨後因拿到完成製作的改造駕馭書而表示他能夠製作出更強的梅基多。
- 第23章在茲歐斯大鬧市區時，藉由倫太郎和蓮的書門闖入極南基地見到了真理之主，並且被其稱呼為「起源之人」，後來因不明原因順利的拿到禁書，但因無法駕馭禁書的力量被飛羽真奪走。
- 第24章說出取得禁書的目的在於打算將禁書的力量交給卡律布狄斯梅基多使用。
- 第26章從雷傑爾的手中暫時獲得他自己的改造駕馭書。
- 第27章親眼目睹雷傑爾的死亡，然後無奈地離開並說了一句：「你的故事結束了。」
- 第31章在飛羽真等人與茲歐斯戰鬥中趁亂撿走蘇菲亞給芽依保管的鑰匙，隨後將進化的茲歐斯強行撤離。
- 第32章時他一直與現任真理之主合謀，奪取全知全能之書的力量，在真理之主命令神代兄妹襲擊及自己安排暴走的茲歐斯掩護下成功入侵極北基地內，並用所撿來的鑰匙打開神秘的房間，更是取走放置在裡面的神秘書籍[16]。
- 第33章時成功創造出和蘇菲亞類似的人工生命體。
- 第35章在真理之主創造全知全能之書時，人在不遠處觀察情況，所以他同時也知道完成全知全能之書的降臨儀式的方法，包括怎樣確保降臨儀式不受干擾。
- 第36章向已經成功入手全知全能之書力量的真理之主表示，有需要還是會為他出謀劃策。
- 第38章時在迪扎斯特打算亂入時出言阻止，並要求其隔岸觀火。
- 第39章和真理之主同時出現在極南基地並與飛羽真和倫太郎對陣，並召喚卡律布狄斯梅基多，最後將被重創的真理之主帶走。
- 第40章在真理之主被飛羽真等人重傷後，出手將其消滅並奪走「全能之力」奇跡駕馭書。
- 第41章已經集齊了除了流蘇以外的最初的五人的書[17]，接著派遣卡律布狄斯梅基多重傷迪扎斯特以及開始對奇景世界大肆破壞，過後還找上流蘇。
- 第42章時把與其目標不同的流蘇殺害。[18]
- 第43章透過讓卡律布狄斯梅基多吃掉擁有五種起源之人力量的自己來讓《魔導之力》奇跡駕馭書誕生，同時也從中得到了許多知識，包括故事的最終結局。
- 第44章將曾經被現任真理之主殺害的四賢神復活，並變身成假面騎士Storious與飛羽真等人對戰[19]，將其擊敗後建立巨塔和分布在世界各地的魔導書，最後召喚了成千上萬的梅基多。
- 第45章對雷傑爾和兹歐斯的靈魂坦承已大徹大悟並捨棄七情六欲
- 第46章讓陣式活性化加速世界的侵蝕，飛羽真抑止侵蝕後趁機將其擊落。
- 第47章（最終章）目睹露娜藉由自己誕生出《奇跡萬能》奇比以前更好地修复一切跡駕馭書，最終被飛羽真、倫太郎和賢人聯手擊倒，被消滅以前仍感嘆世界避免不了迎來最終結局，他恢复本性的灵魂一年後在奇跡世界裡和其他最初的五人、巴哈特和露娜向飞羽真致意，他们祝贺他比以前更好地修复一切，并鼓励他回到在地球上的朋友们身边。
- 備註：斯特琉斯的名字源自故事（ストーリー，Story）一詞。

雷傑爾（高野海琉飾）／大陸CV：柳真颜／台灣CV：蔣鐵城 ／香港CV：張振熙
執管幻獸類型的魔人，本為兩千年前的最初五人組之一，并且一心想讓世界變得不再充滿貧窮，但在斯特琉斯的唆使下而吸收全知全能之書的部分力量後變成梅基多。
自尊心強，重視自豪，性格傲慢，認為自己掌管的類型高貴於其他類型。因為多次敗給飛羽真而將其當成必殺對象，甚至以禁术提升力量並在很多集中會像發了瘋似的暴打飛羽真以展示其潜藏的残忍兽性，使其陷入惡戰。
- 第1章中手持岩石王魔像的改造駕馭書召喚出魔像梅基多，並將白色的書本交付給他，讓他去連接現實世界與奇蹟世界。
- 第3章因手下的魔物魔像梅基多被劍士擊倒，而遭到斯特琉斯諷刺說對失敗無動於衷。
- 第7章時派出其手下的美杜莎梅基多，同時自身也以魔人的姿態與尾上等人戰鬥。
- 第11章時因前幾次作戰失敗的屈辱令哥布林梅基多被擊敗來引動聖劍的屬性力量，藉此啟動所設立好的陣式。
- 第16章時因為作戰再次失敗而被茲歐斯嘲諷，之後在斯特琉斯的策劃下將新的空白改造駕馭書植入白井雪的體內，讓她變成雪人梅基多。
- 第17章向飛羽真表示與上條大地合作只是利用他加速完成他們的計劃而已，隨後放出美杜莎梅基多和哥布林梅基多來阻擋飛羽真破壞他們的計劃。
- 第18章時因為聖刃的驚慌失措讓他極為亢奮，但被斯特琉斯潑冷水說驕傲過頭會翻車，但他仍舊不相信，後面因為聖刃及最光合作破壞他的計劃，而氣憤地離去。
- 第19章時抱怨自己的計劃被聖刃破壞，而被一旁的茲歐斯嘲諷。
- 第20章時為了雪恥而襲擊聖刃，但因失蹤已久的迪札斯特及氣急敗壞的蓮亂入下而做罷。
- 第21章時對於斯特琉斯擅自使用他的「岩石王魔像」梅基多來製造新梅基多而感到憤怒。
- 第23章在茲歐斯配合斯特琉斯的計劃到處大鬧時，因為沒有引來飛羽真的關係而離去，之後在斯特琉斯所在之處遇見追來的飛羽真並出手攻擊他，但與斯特琉斯仍舊不敵因始源戰龍奇跡駕馭書而暴走的飛羽真。
- 第24章時因被飛羽真虐打的關係而感到屈辱，後為了再次報仇，而選擇到處大鬧引飛羽真出現，在飛羽真出現之後吞噬大量的改造駕馭書強化自身與他對戰，但仍舊不敵暴走的飛羽真而被迫撤退。
- 第26章從自己的體內將自己的改造駕馭書取出並交給斯特琉斯。
- 第27章透過禁斷儀式成為禁斷型態並通過襲擊路人來逼迫飛羽真出現，最後因不敵聖刃 元素始源戰龍戰敗身亡，不想承認自己過去曾是人類，但真實靈魂仍然以微笑面對死亡。
- 備註：雷傑爾的名字源自傳說（レジェンド，Legend）一詞。

茲歐斯（才川浩二飾）／大陸CV：曹云图／台灣CV：陳彥鈞／香港CV：竺諺鴻
執管生物類型的魔人，本為兩千年前的最初五人組之一，并且一心想讓世界變得不再充滿飢餓，但在斯特琉斯的唆使下而吸收全知全能之書的部分力量後變成梅基多却变得如野兽般飢餓。
性格好戰、易怒、粗暴。時常遵從本能行動，是一位連腦袋都是肌肉的肉體派。
经常嘲讽雷杰尔而且对他的死毫不惋惜，二人关系紧张。
在15年前殺死倫太郎的恩師長嶺謙信，所以成為倫太郎的宿敵。
- 第3章時因雷傑爾任務失敗取而代之地派出麾下的魔物大山椒魚梅基多在現實世界作亂。
- 第5章時派麾下的魔物大山椒魚梅基多作亂，之後出現在倫太郎和芽依的面前阻止迪札斯特說出計劃。
- 第6章時因為作戰失敗而憤怒，與前來討伐他的倫太郎發生戰鬥，過程中發現倫太郎與曾被他虐殺的水之劍士相似，於是告訴倫太郎說自己就是15年前殺死前任水之劍士的兇手，讓倫太郎異常暴怒而攻擊，但之後以強大的力量壓制倫太郎，甚至離去前对倫太郎一番。
- 第7章時本打算吃掉被斯特琉斯挾持的芽依，但卻遭到掌握了流水三冊而歸來的倫太郎砍傷。
- 第12章時與斯特琉斯出現在飛羽真面前阻止他進入陣式內，在倫太郎出現後本打算與倫太郎算清帳，但在斯特琉斯阻止後離去。
- 第19章時與斯特琉斯到處襲擊人類並將他們變成梅基多的製作人選。
- 第21章得知，由於先前與斯特琉斯四處創造梅基多，現在已經集齊了恢復「全知全能之書」所需的19本改造駕馭書，現在只需要蒐集11把聖劍就能完成目的。
- 第23章配合斯特琉斯的計劃到處大鬧。
- 第24章時問斯特琉斯為何需要禁書，並在雷傑爾負傷出現時嘲諷他。
- 第28章向斯特琉斯表示雷傑爾的存在與否都不影響到他，更表示能聽命令的卡律布狄斯梅基多讓他感覺很高興。
- 第30章時植入新的白色改造駕馭書而令須藤芽依變成貓梅基多在飛羽真和倫太郎對付貓梅基多時再次出現，並兩度把倫太郎打敗。
- 第31章被飛羽真和倫太郎擊敗，但在即將被二人擊殺時因力量失控暴走而升級成掠食者形態，隨後被斯特琉斯強行撤離。
- 第32章被斯特琉斯安排強行進攻極北基地來掩護其入侵計劃，先是以強大的力量擊敗阻擋他的尾上亮，但最後被獲得鬃毛冰獸戰記奇跡駕馭書的倫太郎擊敗身亡，在消散前認可了倫太郎的強大。
- 備註：茲歐斯的名字源自動物園（ズー，Zoo）一詞。

迪札斯特（內山昂輝聲）／大陸CV：李文朔／台灣CV：陳彥鈞／香港CV：郭俊廷
假面騎士Falchion第二任及假面騎士Desast的變身者，由斯特琉斯一時興起，使用三本改造駕馭書「芬里爾」、「日本虎甲蟲」、「唱歌的骨頭」所創造而成的混合种梅基多，但與其他梅基多不同的是，因為是混合种的關係，即使被打倒了很多次都能因自己的書的力量得以無限復生，因為這樣得以殺死許多劍士，也讓尾上亮聞風喪膽，卻反而被斯特琉斯認為是個多餘的存在。
在15年前的變異中殺死新閃恭一郎和鏡天禰。
- 第4章隔了15年再次被Calibur解封，復活後對這個充滿書的世界感到愉悅與厭惡，並追尋著作為炎之劍士的飛羽真的氣味而現身於眾人面前，最後在與尾上的戰鬥中被搶走暴風獵鷹的奇跡駕馭書。
- 第5章出現在倫太郎和芽依面前並且告訴兩人，他們的目標是入侵奇跡世界奪取其控制權，隨後被突然出現的茲歐斯阻止並差點遭到其攻擊波及。
- 第6章在斯特琉斯封印火炎劍烈火並擊退飛羽真後趁亂奪走落在地上的暴風獵鷹奇跡駕馭書，之後亂入賢人和蓮與食人魚梅基多的戰鬥中並與蓮對戰，但最後卻被其擊敗，暴風獵鷹奇跡駕馭書再度被奪走。
- 第11章出現在前往梅基多襲擊地點的尾上亮面前，並與他展開戰鬥。
- 第15章時刺殺敗給飛羽真的上條大地，隨後從其身上拿走自己的書並說著自己終於獲得自由了。
- 第20章時突然出現在激烈對戰中的飛羽真、蓮、雷傑爾三人面前，在雷傑爾命令他幫忙時，表示自己已經自由，現在只想盡情殺戮而反襲擊雷傑爾，隨後向蓮表示是來找他，認為蓮與自己是一路人，而使已經暴躁的蓮更加暴躁。
- 第28章因賢人與蓮的戰鬥而被吸引到附近。
- 第30章中得知他一直跟蹤緋道蓮。
- 第33章在蓮與玲花苦戰期間介入戰鬥，並協助蓮反擊玲花。
- 第36章時對於蓮在猶豫是否與其他人共同戰鬥時而感到無趣。
- 第38章時本打算亂入眾人所在的戰場，但被斯特琉斯阻止，隨後在眾人擊退真理之主時拔走插在地上的無銘劍虛無。
- 第41章變身成假面騎士Falchion與斯特琉斯對峙，期間被卡律布狄斯·赫丘利突襲導致自己的改造駕馭書受損，自身力量被削弱且生命所剩無幾，最後回到蓮的身邊並要求和自己認真對決。
- 第42章時與蓮的戰鬥無果，其後恼恨飛羽真令莲迷惘而裹足不前，愤而对其出手，在與飛羽真戰鬥時被其劃下無法復原的傷痕，才讓飛羽真和一旁的蓮發現其身體的現況。
- 第43章時再次動真格，最終成功讓蓮痛下殺手，將自己擊殺，被消滅后所遺下的書和無銘劍虛無由蓮保管。
- 第45章時以殘留在改造駕馭書的記憶方式與蓮一同擊敗賢神斯巴達，但隨後已破裂的改造駕馭書因此灰飛消散。

## 真理之劍

### 組織高層
初代真理之主（相馬圭祐二飾）
『真理之劍』的創立者，為兩千年前拯救世界的最初五人組之一，保護著人類世界。
曾和流蘇約定好各自保護兩個世界來維持平衡。
真理之主（相馬圭祐飾）／大陸CV：谷江山／台灣CV：賈文安／香港CV：郭湛深
假面騎士Solomon的變身者，原名『神田伊扎克』，公元993年生，1028歲。
本作大反派，第一人稱「私」，初代真理之主的後裔，現任也是最後一任『真理之劍』的團長，也是神代兄妹的上司，住所位在極南基地內。虽身居高位，因生活太久所以對於維持世界的平衡這項使命早已没趣，15年前的異變真正的幕后黑手。
本身比起本作的最終反派还更加邪恶。为人目空一切、跡近疯狂、恶贯满盈、占有欲强；非常聪明并假装善良，表情浮誇之余也经常奸笑，加上是个机会主义者；觉得人类不思进取而爱玩弄人心，仗著自己是真理之主及神代家族是其親信就肆意妄為地、毫無悔意地做出各种十足魔鬼的事情來背叛初代真理之主所傳承『維持世界平衡』的準則和敗光真理之劍千年來的榮耀，其实对真理之主之位和真理之剑这个组织毫不眷恋；目的是讓全知全能之書復甦並將這股力量據為己有破坏一切，然后建造一个只有人們疼苦、杀戮、破壞、戰爭的混亂世界以寻求快感，而自己就妄稱成為唯一的支配者-神。
正因为他極其可恶的性格，导致他众叛亲离；然后被聖劍·刃王劍十聖刃连番击败；最后於落难的时候被利用他的人消滅。
於15年前慫恿说因『真理之劍』逐漸改變而為了那不變的真理和拯救世界才破坏现实世界，导致富加宮隼人發動異變和利用露娜連接現實世界和奇迹世界、拿走部分奇跡駕馭書、放出梅基多三幹部和迪札斯特來發動異變并造成上條大地斩殺富加宮隼人bing成为新任Calibur、鏡天禰和新閃恭一郎被迪札斯特劈死、長嶺謙信被茲歐斯殺死同時也有許多的劍士失蹤，令Calibur成為背叛組織的假面騎士。
- 第10～11章[9]將封印在破滅之書裡頭的巴哈特釋放出來，在結尾則將破灭之书放回位於南方基地的禁书库中。
- 第16章前教唆神代玲花對極北基地的劍士下達強制性集中於投靠極南基地的指令以方便回收許多聖劍，向倫太郎謊稱蘇菲亞被梅基多抓走，向尾上、大秦寺說飛羽真有背叛組織的嫌疑，讓知道一半真相的飛羽真與組織對立。
- 第20章時倫太郎向飛羽真提到其名，並表示神代玲花的行動都是他所指示的。
- 第23章見到斯特琉斯後，稱其為「起源之人」，且刻意讓他取得禁書。脫去身上的斗篷後以謎之士兵的身份出現在飛羽真面前引導他與剛取得禁書的斯特琉斯相遇。
- 第24章在神代玲花詢問是否從飛羽真取回禁書時，向她表示禁書可讓飛羽真保管一陣子，之後神代玲花再次詢問禁書是怎樣的一本書，這時說出禁書的實情並表示其能給真理之劍帶來榮耀。
- 第26章向達西爾說出目的，隨後將其监禁。
- 第28章向神代玲花說利用完飛羽真後就打算將其處決。
- 第29章向倫太郎說出自己的目的，並宣稱四位賢神已經被自己消滅。
- 第31章正式確認早已與斯特琉斯合謀奪取全知全能之書的力量。
- 第32章以能力破壞極北基地的結界，並安排神代兄妹襲擊極北基地來掩護斯特琉斯，讓已暴走的兹奧斯入侵，造成極北基地大亂，也間接害到尾上亮重傷。
- 第33章時向神代玲花下達回收風雙劍翠風的命令，之後出現在賢人與飛羽真兩人的面前，更表示自己就是15年前唆使富加宮隼人背叛及利用露娜的幕後兇手。
- 第34章命令玲花監視飛羽真，神代兄妹離開後將封印於破滅之書中的獵犬巴哈特釋放出來狩獵其他劍士。
- 第35章透過神代兄妹及巴哈特集齊奇跡駕馭書和聖劍，即將完成全知全能之書時，卻被飛羽真阻止導致不完整，而感到異常憤怒，但因為書變化成「全能之力」奇跡駕馭書而興奮，之後從書中召喚出武器「虹霓劍」[29]，並用這強大的力量力壓飛羽真等人。
- 第36章说出他的目的并變身成假面騎士Solomon，以其壓倒性的力量使飛羽真等人陷入苦戰。唯恐天下不亂，以「虹霓劍」的力量在世界上的每一個洲和地方設置「巨大的終末之書」，並藉由此書向世界宣言自己會成為引導人類走向毀滅的「神明」，還唆使人們唯有相互爭鬥才能生存下去並会為倖存下來的人類打造一個新的世界。
- 第37章向巴哈特表示要折磨人类后才毁灭世界而令他反感，與飛羽真、倫太郎和賢人戰鬥時開啟上空的「巨大的終末之書」殲滅了城市的一部分，造成不必要的人員傷亡。在被黑暗吞噬的前一刻因飛羽真阻止而被其拯救，最後尤里使用最光與月闇而被吸入異空間，隨後從其脫困。
- 第38章主動攻擊其他劍士，並計劃用終末之書將所有建築物吞噬，後來被飛羽真用十聖刃的形態重創後離開。
- 第39章感應到露娜的出沒，幾近弄死極南基地的士兵們，與闖入極南基地的神代兄妹對峙並將凌牙重創，後來與斯特琉斯一起對抗飛羽真和倫太郎，但被飛羽真重創，最後被斯特琉斯帶離。
- 第40章以全能之力奇跡駕馭書的能力控制神代凌牙，令他攻擊玲花、尾上亮和大秦寺哲雄。為了抓走露娜而行動，但被飛羽真等人阻止后再以全能之力奇跡駕馭書的能力控制伦太郎、贤人使他们和飞羽真对立却被飛羽真擊敗重傷，而被十聖刃摧毀的全能之力讓他著火了，最后成功逃走後却被斯特琉斯消滅並奪走他自动收复的奇跡駕馭書，结束了他的一生。

四賢神
真理之主之下，負責決策和方針的四位高層，屬於頂級的劍士。昔日穷究剑之道，创出所有剑技。曾被大秦寺哲雄提出可能是煽動富加宮隼人背叛組織的幕後黑手。后期斯多乌斯以「魔导之书奇迹之书」把他们复活并加以操纵，使他们以全盛时期姿态作战，单独就可以击败十圣刃，最后四人被剑士用组织以外的绝技重新消灭，分別為斯巴達、海蘭達、迪亞戈、庫昂。
斯巴達
代表力量和防御，使用蛮刀及战斧。
海蘭達
使用大镰吸收和反攻,一旦鐮刀加速攻擊就不能吸收更多的能量，直到攻擊釋放當前吸收的能量。
迪亞戈
代表速度，使用双刺剑。
庫昂
代表反击，使用双刀。
- 第44章時四人因魔导之书奇迹之书而复活。
- 第45章時斯巴達對戰莲和大秦寺，最後被兩人聯手擊倒、海蘭達最初對戰倫太郎和尾上，之後獨戰尾上、迪亞戈對戰玲花和凌牙、庫昂最初對戰飞羽真和贤人，之後對戰他和莲。
- 第46章時海蘭達和迪亞戈分别被尾上、大秦寺兩人聯手擊倒和神代兄妹兩人聯手擊倒。
- 第47章時庫昂被贤人和莲兩人聯手擊倒，四賢神因此全军覆没。

蘇菲亞（知念里奈飾）／大陸CV：黎筱濛／台灣CV：連婉鈞、劉如蘋／香港CV：馮詠恩
假面騎士Calibur第四任的變身者，第一人稱「私」，服侍於『真理之劍』的書之守護者。
真身為真理之主為了連繫現實世界和奇跡世界來完成全知全能之書而依照《神秘書籍》的内容製造出來的人工生命體，簡單來說她與在15年前失蹤的露娜是同等的存在。因此在第34章中，從賢人在闇黑劍月闇的推測下可以證明即使露娜不在，仍可以藉着蘇菲亞來連繫兩個世界以召喚出全知全能之書，所以她才會具備豐富的書本知識，而且也能很溫柔地一一解答許多問題。
- 第10章得知Calibur的真正身份後大為驚訝。
- 第11章時去尋找上條大地質問其跟組織敵對的原因，之後更因不明原因突然消失。[31]
- 第16章被神代玲花謊稱被梅基多囚禁，來欺騙倫太郎與飛羽真對立。
- 第20章結尾得知是遭到一名神秘的兜帽人囚禁。[32]
- 第25章被神代玲花審問「創造出你的書」[33]的位置。
- 第29章在Calibur（富加宮賢人）協助下逃離，再次返回極北基地。由於從失蹤以來就幾乎是與世隔絕的狀態，因此並不知曉Calibur已經由上條大地變成賢人的事。
- 第30章從飛羽真和倫太郎口中得知在她被禁錮期間發生的事，其後身體出現異樣。
- 第35章出現在儀式的戰場上，並表示自己被創造出來的目的，也打算代替露娜完成儀式，但被真理之主以不需要她亂入的名義擋下來，最後因飛羽真阻止全知全能之書的降臨及拯救了露娜而高興。
- 第36章向在極北基地內的眾人說出自己並非人類的事，並勸賢人歸隊。
- 第44章因奇跡世界的崩壞逐漸嚴重而導致身體開始消散，在尤里使用闇黑劍佈下結界後暫時阻止消散。
- 第45章變身成假面騎士Calibur與尤里一同對抗大量的Shimmy，途中因身體消散而陷入危機時，流蘇留下的力量讓上條大地和富加宮隼人暫時出現並協助，在與尤里一同擊退Shimmy後，身體跟著短暫消散。
- 第47章隨著飛羽真重新塑造奇跡世界而跟著復活。
- 增刊號宣佈廢除真理之主一職，改由評議員來代替。

## 極北基地
為真理之劍的戰鬥特化基地，成員皆是持有特殊聖劍的劍士，第29章後所有成員皆脫離組織。

#### 劍士 / 假面騎士
新堂倫太郎（山口貴也、大野遙斗（童年）飾）／大陸CV：蘇尚卿／台灣CV：蔣鐵城、孟慶府、連婉鈞／香港CV：杜景煜（本篇、外傳、Beyond Generations）、黎景全、林筠翔
假面騎士Blades第二任的變身者，1997年（平成9年）生，現年23歲。
第一人稱「僕」，隸屬於『真理之劍』的水之劍士。前任水之劍士·長嶺謙信的後繼者。
年少是劍士訓練生，小時候是孤兒，後來被長嶺謙信撫養，加入真理之劍，所以養成了把組織當成家庭來看待、以組織及規則為優先考量，並認真對待。为人温和正直略显不懂变通，多次在應該相信飛羽真與應該相信組織之間的問題上猶豫不決，而且只要家族（組織）和重要的人們被貶低或遭遇不測，性格會變得激動，因此在飛羽真多次表示組織內部有問題時，其表現出來的情緒比蓮還要激烈暴躁。此外，在面對殺害恩師的茲歐斯和芽依被茲歐斯植入改造駕馭書成為了貓梅基多一事上的表現也十分激動，期間只會不斷地攻擊對方，但因此經常被打敗甚至會連累同伴。據説他每天的必修課是練劍8小時和讀書3小時，可見他也有好勝之心。
來自奇跡世界的他，透過書籍學習現實世界的一切并对此好奇 ，對美食也沒有興趣，因受到飛羽真與芽依的影響而才喜歡的，特別是甜食。
口頭禪：「向水勢劍流水起誓，我一定會守護這個世界！（日文：この水勢剣流水に誓う、僕が必ず世界を守る！）」
- 第1章時因對於他認為是普通人的飛羽真能拔出「火炎劍烈火」而感到驚訝不已，並在結尾時騎著召喚獸出現在奇幻書屋神山向飛羽真請求他交出聖劍驅動器和勇猛戰龍的奇蹟駕馭書。
- 第2章時，本來是要來向飛羽真要回聖劍驅動器和奇跡駕馭書，但是受到蘇菲亞的指示，而將飛羽真帶回極北基地，後來在螞蟻梅基多和螽斯梅基多的初次入侵時首次變身，將戰鬥的方式展示給飛羽真看。在隨著飛羽真一同前往已經幾乎要被侵蝕完成的城市後，成功奪回「傑克與大豆樹」的奇跡駕馭書。
- 第3章時對歸來的尾上亮勸說不要帶孩子上戰場，但被對方拒絕，之後與飛羽真前往梅基多入侵地點尋找失蹤的尾上空。
- 第4章時在尾上亮的幫助下再次與飛羽真尋找失蹤的尾上空，之後成功擊敗梅基多，在結尾與飛羽真兩人被來襲的假面騎士Calibur打得無法招架時，賢人意外現身幫忙阻擋攻擊。
- 第5章和芽依一同遭遇迪札斯特和茲歐斯。
- 第6章在與茲歐斯對戰時，從對方口中得知是15年前殺害恩師的兇手，怒而攻擊他，但仍舊不敵茲歐斯甚至被對方嘲諷，心有不甘的他在回到真理之劍後一言不發取出「天空的佩加索斯」的奇跡駕馭書然後走進解放訓練場，打算藉由修練讓自己強大。
- 第7章時在時間流動不同的解放訓練場中成功掌握流水三冊的力量，並即時趕到戰場救下差點被茲歐斯吃掉的芽依，隨後又成功打倒美杜莎梅基多。
- 第10章時對於能夠親眼見到大秦寺變身成假面騎士Slash戰鬥感到十分的興奮及崇拜。
- 第11章時由於賢人違反組織的規定而與其起了爭執，並直言他不適合當劍士。之後為了保護賢人而擋下上條大地的攻擊後吐血並且受了重傷，但心甘情愿。
- 第12章聽到賢人的坦白和道歉後，帶著負傷趕去飛羽真那並說出賢人和露娜的事情，隨後打敗哥布林梅基多後開啟了連結世界所需要的門。
- 第14章時與芽衣留守在基地等待新書的完成，最後在危急時刻帶著「王者雄獅大戰記」趕到戰場箝制住三名幹部並將其中一道光柱破壞。
- 第16章聽從極南基地的指示要求飛羽真交還聖劍和書，在飛羽真說出不信任組織並可能被欺騙後憤怒而變身開始攻擊飛羽真，最後被尤里擊退。
- 第17章時仍舊不相信飛羽真會背叛組織。
- 第18章在說服飛羽真時雪人梅基多出現而打斷，對飛羽真保護梅基多的舉動而感到困惑，最後被神代玲花詢問覺悟後而苦惱。
- 第20章時從大秦寺哲雄口中得知最近出現的梅基多是人類變化的事而打算幫忙飛羽真，但在飛羽真順口說出組織內部有充滿惡意之人的事時又心態轉變不高興，最後與神代玲花一同離去。
- 第22章在逼不得已要出手消滅梅基多前，看見飛羽真成功救出梅基多體內的人後而放心。
- 第24章試圖使用三冊變身來阻止暴走的飛羽真，但反被其以龍爪奪走了該三本奇跡駕跡書。
- 第25章對於組織命令感到迷惘，從芽依手上拿到被始源戰龍奪走的奇跡駕馭書後，與飛羽真敞開心房交談後被拜託即使要痛下殺手也要阻止暴走，在要被聖刃 始源戰龍攻擊時被Calibur拯救。
- 第29章時為了與飛羽真等人一起戰鬥而下定決心與組織做個了斷，卻意外發現神代玲花囚禁蘇菲亞一事，當下與真理之主報告此事時才發現自己被一直深信的真理之劍不獲認同和發現組織內早已經變得腐敗而感沮喪和不滿。因而下定決心要剷除造成組織現況的真理之主，但隨即真理之主的親衛神代凌牙（假面騎士Durendal）以襲擊真理之主和背叛組織之名攻擊，雖然與其展開戰鬥仍舊不敵，連帶趕來援救的飛羽真也遭到凌牙斬至重傷。之後使用元素戰龍奇跡駕馭書來強化力量下跟尤里一同帶著重傷的飛羽真撤退回極北基地。
- 第30章加入飛羽真的陣營並向其道歉。在對付貓梅基多期間得知宿主為芽依，加上再三被茲歐斯打敗且未能將芽依從貓梅基多體內分離而大為崩潰。
- 第31章向飛羽真請求對決，對決中感受到飛羽真背負的想法，回應其想法後讓水勢劍流水發出光芒，隨後再次與飛羽真一同對付茲歐斯和貓梅基多，最後兩人合力成功拯救芽依，擊敗茲歐斯。
- 第32章獲得鬃毛冰獸戰記奇跡駕馭書，並以此擊敗了茲歐斯，也得到在臨死前的茲歐斯認同。
- 第33章變身成鬃毛冰獸戰記後擊退神代玲花並保護蓮。
- 第34章與神代凌牙展開戰鬥，但隨後被介入戰鬥的巴哈特重創。
- 第35章與神代凌牙戰鬥，途中尾上和大秦寺被神代玲花作為人質後被神代凌牙擊敗，聖劍跟奇跡駕馭書被奪走，最後在全知全能之書降臨儀式被飛羽真破壞導致復甦不完整而消失後流水回到其面前。
- 第36章與飛羽真、神代兄妹等人一同對抗真理之主但失敗，在即將被擊殺前的一刻被尤里救下。
- 第39章與飛羽真一起追擊真理之主，期間與斯特琉斯召喚的卡律布狄斯梅基多對峙並將其擊敗。
- 第40章為保護露娜而與飛羽真、賢人和尤里一起阻止真理之主，一度被真理之主控制而攻擊飛羽真，成功擺脫控制並與其他人一同將真理之主重創。
- 第44章與眾人一起對抗斯特琉斯和四位賢神卻失敗，之後向神代兄妹請求協助，並希望芽依留守等待回歸。
- 第45章與尾上一同對抗賢神海蘭達，途中蓮經過後，在尾上的提議下也先行上去支援。
- 第46章協助神代兄妹抵禦一次攻擊，在凌牙的要求下繼續往上層移動。
- 第47章與飛羽真和賢人擊敗斯特琉斯。
- 增刊號中以想和芽衣當家人對她告白。
- 於聯動劇場版《假面騎士Beyond Generations》中奉命將火炎劍烈火歸還給飛羽真，其後與飛羽真一輝和拜斯一同阻止陷入暴走的假面騎士CENTURY。
- 特別章中被織女惡徒的短冊耍得團團轉，最後與賢人一同將織女惡徒手上的短冊全部破壞。

富加宮賢人（青木瞭、宮本琉成（童年）飾）／大陸CV：藤新／台灣CV：孟慶府、賈文安、陳貞伃／香港CV：張振熙（本篇、外傳、Beyond Generations）、劉達斌、袁德基
假面騎士Espada第二任和假面騎士Calibur第三任的變身者，第一人稱「俺」，隸屬於『真理之劍』現任雷之劍士。
1996年（平成8年）生，現年24歲，前代闇之劍士富加宮隼人的兒子，在同個時代的劍士中出類拔萃，對年輕劍士也百般關照，實力更是不俗。一度被他人誤以爲就是被「世界聯係的存在」選中的人。前傳漫畫《假面騎士Buster》中富加宮隼人表示當時的賢人年僅4歲就想成為劍士了。
雖然與童年玩伴——神山飛羽真相遇相當高興，但因對方似乎忘記曾經的『約定』而產生失落感。
目睹爸爸智造十五年前的惨剧，被称为叛徒一事一直觉得悲观和钻牛角尖，因此看到假面騎士Calibur就会冲动，但是在看到Calibur的真面目並非自己的父親後感到錯愕及憤怒。
被前任Calibur——上條大地消滅，之後被闇黑劍月闇選中，獲得Calibur的變身能力後，從黑暗的世界中復活，由於從闇黑劍月闇體驗到無數的災厄未來，為了拯救世界而打算將所有聖劍封印，並破壞防止全知全能之書再次被創造。
第25章至第37章变为Calibur后，从以前面帶微笑、希望未來能夠被改變的性格转为冷酷和更苦澀并決心独自背负拯救世界的责任，而且把同伴的圣剑逐一封印；仍然固執並堅持認為未來無法改變並不断懷疑飞羽真是否有能力打破劍的預測，因为害怕他消失；也相信自己獨自對抗南方基地可以保護昔日的朋友們，因为他看到同樣可怕的未來時嚇壞的同时纠结无法改变的悲惨未来，但最后经父親富加宮隼人的開導後放下包袱并重新展露笑容。
了決敵人前的台詞為：「我認定的事就會貫徹到底！（日文：俺は俺の思いを貫く！）」
- 第2章結尾時駕著魔毯出現在飛羽真等人的面前，並為了兩人再次相遇而向飛羽真問候，但被飛羽真反問回應：「你是誰？」。
- 第3章時對飛羽真想起他而高興，而後對飛羽真忘記與他們兩人一起玩的第三名玩伴感到無奈，之後更是因為作為Calibur的父親的背叛而感到自責。
- 第4章以假面騎士Espada姿態出現在飛羽真和倫太郎面前，並阻擋Calibur的襲擊。
- 第5章在與飛羽真一同對付食人魚梅基多時遭遇Calibur，因此憤怒的前去質問Calibur背叛組織的理由。
- 第6章時向緋道蓮表示不要小看了飛羽真。
- 第7章時和飛羽真一同前往阿瓦隆，並協助箝制Calibur。
- 第10章時從神代玲花手中得到了三首刻耳柏洛斯並成功變身成黃金艾倫吉納，並且和飛羽真及倫太郎三人一同打倒Calibur，但是在看到Calibur的真面目是上条大地後攻击上条大地。
- 第11章時因私情執意尋找Calibur詢問一切與倫太郎起了爭執，從神代玲花得知Calibur的位置後卻發現蘇菲亞也在場，產生了組織有私下勾結的想法後更執意打敗Calibur，最後不敵Calibur邪王魔龍而被擊敗。
- 第12章因知曉15年前的異變而識破梅基多的計畫，自身前去15年前發生異變的中心點，也是15年前與飛羽真和露娜約定的地方，與Calibur決一死戰，最後飛羽真到達後飛羽真再次說出三人的約定後昏迷。
- 第13章得知被闇黑劍月闇的黑暗吞噬，在其他人阻止Calibur擊敗哥布林梅基多時亂入並保護倫太郎，最後因飛羽真無法找到闇黑劍月闇，失去解決方法的線索後被黑暗完全吞噬而消失。
- 第15章在飛羽真被黑暗吞噬後從黑暗中現身，並協助飛羽真從黑暗中脫離。
- 第24章以變身成假面騎士Calibur的狀態，突然出現在變身成始源戰龍而暴走的飛羽真面前，與尤里一同阻止飛羽真後消失在眾人面前。
- 第25章時在倫太郎被聖刃始源戰龍攻擊前現身阻止，在雙方以其力量對抗時雙方都打至解除變身而得知真正身份。
- 第26章與眾人戰鬥後將音銃劍錫音封印。
- 第27章看到飛羽真在對戰雷傑爾時突破始源戰龍的暴走困境，甚至出現全新的元素戰龍奇跡駕馭書而感到些微意外，但仍舊表示悲傷的表示未來還是沒有太大的改變，因此仍然選擇封印所有聖劍這條道路。
- 第28章對來投靠自己的緋道蓮二話不說展開戰鬥並打敗後隨後將風雙劍翠風裏的部分封印，讓一直崇拜自己的蓮瞬時產生悲痛與怨恨。
- 第29章以變身成Calibur的狀態破壞禁閉蘇菲亞的結界，在蘇菲亞的面前解除變身後並將其救出。
- 第31章再次看到自己所沒有體驗到的未來。
- 第33章從闇黑劍月闇的預知能力得知自己會獨自把真理之主手中的雷鳴劍黃雷封印，但飛羽真的出現改變未來，並與其共同對抗真理之主，然而拒絕回歸團隊，因為他從劍中看到未來飛羽真為了保護自己而犧牲。
- 第34章為了封印聖劍與尤里和巴哈特兩人戰鬥，戰鬥中與巴哈特的攻擊同時擊中尤里後將其消滅，隨後與飛羽真將巴哈特擊退。
- 第35章時為阻止現任真理之主召喚出「全知全能之書」而一次過把用作召喚儀式的所有聖劍封印，包括水勢劍流水、雷鳴劍黃雷、土豪劍激土和光剛劍最光，[37]其後為了保護蓮而被巴哈特擊敗，月闇因此被奪走，最後因全知全能之書降臨儀式被飛羽真破壞導致復甦不完整而消失後月闇、黃雷同時回到其面前，但只取走月闇。
- 第36章在通過暗黑劍看到未來沒有變化後準備下定決心，期間尤里和索菲亞勸其歸隊。
- 第37章與真理之主同歸於盡時被飛羽真阻止，只將天空上方其中一本「巨大的終末之書」摧毀。
- 第38章經由父親富加宮隼人的開導後，再次拿起雷鳴劍黃雷。
- 第39章回歸『真理之劍』，並對未來抱有期望，後勸說緋道蓮歸隊但未果。
- 第40章為保護露娜而與飛羽真、倫太郎和尤里一起阻止真理之主，並把月闇交給尤里，一度被真理之主控制而攻擊飛羽真，成功擺脫控制後與其他人一同將真理之主重創。
- 第44章與眾人一起對抗斯特琉斯和四位賢神卻失敗，與飛羽真和長大後的露娜見面，最後三人重新約定並做出承諾。
- 第45章與飛羽真一同對抗賢神庫昂，在蓮抵達後讓飛羽真先行上樓，與蓮一同對抗庫昂。
- 第47章與蓮一同將僅剩的賢神庫昂消滅，並與飛羽真和倫太郎擊敗斯特琉斯。
- 增刊號中與眾人一同遇見了假面騎士REVI/五十嵐一輝和假面騎士VICE/拜斯兩人，並與飛羽真、一輝、拜斯四人一同打敗「蝗蟲·死囚」後，並將純平給予的蝗蟲原型罪惡印章拿給了五十嵐一輝。
- 特別章中被織女惡徒的短冊耍得團團轉，最後與倫太郎一同將織女惡徒手上的短冊全部破壞。
- 於續篇《假面騎士聖刃 深罪的三重奏》中在拯救世界過了8年後，與戀人立花結菜準備要結婚，同時成為了一名翻譯家。

尾上亮（生島勇輝飾）／大陸CV：傅晨阳／台灣CV：黃天佑／香港CV：陳力航（本篇、外傳、Beyond Generations）、伍博民（不死鳥之劍士與破滅之書、超級英雄戰記）
假面騎士Buster第二任的變身者。第一人稱「俺」，隸屬於『真理之劍』的土之劍士。
1983年（昭和58年）生，現年37歲。也是組織中（過去15年來唯一活躍）的最強劍士，同時也是最強的育兒之王。前土之劍士·龜巳川壽和的後繼者。
年少時是篝高校的學生，幼年喪父，為人陰晴不定、好打鬥、豪爽、火爆、不愛讀書，但面對晴香時就不時會心動，成年后在关键时刻和大秦寺一起展现了什么叫人生阅历和成年人的稳重，在所有人都被神代玲花牽著鼻子走的時候只有他和大秦寺覺得事情後面有隱情。
喜歡喝可樂，但結婚以後開始自我控制，一周一瓶可樂。
富加宮隼人曾經的好友兼後輩，一直都在尋找著他背叛組織的理由，而且在尾上正式加入前和他有過一面之緣。
了決敵人前的台詞為：「無話可問！（日文：問答無用！）」
一次，和當時還是土之劍士的龜巳川壽和結下了不解之緣，並且拜他為師，甚至最後為了拯救龜巳川和晴香而成功用土豪劍激土化解了危機，因此終於踏上劍士之路，並且和晴香育有一子——尾上空，正因爲如此，加上妻子晴香去外企工作，自己也無法兼顧事業和家庭，一度想辭退，後經龜巳川的開導而先考慮，但最終在蜘蛛梅基多事件以後，確認了自己的想法，決定走下去。
- 第3章時帶著兒子空現身，在親眼觀察飛羽真的一切後對其感到失望，甚至質疑「火炎劍烈火」為何選上他，觉得他所说的约定是顺口开河而不信任，之後更是因為空的意外消失而強烈否定飛羽真及拒絕他的任何協助，在打倒大山椒魚梅基多後看到世界仍舊未恢復而震怒。
- 第4章時因飛羽真口語上的承諾怒而指責他只會講空話而什麼都沒實行，甚至沒有考慮到他這個家長的感受，但之後在賢人的請求及得知飛羽真對空承諾的內容[39]而暫時信任他，並為他阻擋迪扎斯特的襲擊讓他前往襲擊地點拯救空，之後從迪扎斯特手中奪回「暴風獵鷹」的奇跡駕馭書，最後在空獲救並父子團聚下對飛羽真改觀。
- 第5章時用自己的方式幫賢人打氣却弄得一脸也是可乐，並告訴飛羽真每個人內心都有很難向人訴說的秘密，並將奪回的「暴風獵鷹」奇跡駕馭書託付給飛羽真，讓飛羽真幫助賢人前進。
- 第7章時和蓮一同對抗三名幹部、迪札斯特以及美杜莎梅基多。
- 第8章時為了保護困惑於無法引發「亞瑟之王者」奇跡駕馭書真正力量的飛羽真而遭到其中一隻美杜莎梅基多石化，最後在美杜莎被消滅後解除石化，後回到極北基地向兒子表示自己的英勇事蹟，但被其他人吐嘈。[40]
- 第11章準備前往處理哥布林梅基多時遭遇迪札斯特並與其交戰。
- 第12章提議無視陷阱拯救市民，將哥布林梅基多擊敗後因梅基多的計策而開啟了連結世界所需要的門。
- 第19章為了讓大秦寺哲雄得知飛羽真的想法及獲得蘇菲亞下落的線索，自願留守於極南基地安撫情緒不穩的倫太郎及衝動的蓮。
- 第20章從大秦寺哲雄得知蘇菲亞並非被梅基多囚禁的事，不禁開始對神代玲花產生懷疑，也開始相信飛羽真沒有在說謊。
- 第21章與大秦寺哲雄一同前往與飛羽真見面，並在對方選擇追隨飛羽真退出組織時，給予祝福。
- 第22章得知是因為守護兒子「空」，以及年輕劍士等人的未來而選擇一直留在『真理之劍』當劍士。與飛羽真對決後奪走亞瑟之王者，並將其交給神代玲花。
- 第23章在飛羽真等人私下請求幫助之際，佯裝憤怒實際上留下自己的「書門」奇跡駕馭書協助飛羽真和大秦寺潛入極南基地。
- 第24章中因為神代玲花所說的即使犧牲家人也要保護世界的話，讓為了保護家人及世界的他心生對組織不信任，在與兒子空之間的父子對談後下定決心，向飛羽真提出對決，在對打的過程中發覺飛羽真才是他所想的那個能守護年輕一代未來的人，於是在對決後正式說出脫離組織與飛羽真等人一起戰鬥。
- 第26章與大秦寺哲雄前去協助尤里一同加入戰鬥，最後不敵變身成Calibur邪王魔龍的賢人。
- 第30章時被蘇菲亞安排去勸緋道蓮回歸極北基地，爾後雖然找到蓮但仍舊無法勸回，只能看著他再次獨自離去。
- 第32章在極北基地被茲歐斯掠食者打敗重傷，其聖劍土豪劍激土被神代玲花奪走。
- 第33章尤里使用能力做一定程度的治療後在醫院療養。
- 第35章因全知全能之書降臨儀式被飛羽真破壞導致復甦不完整而消失後激土再次回到面前。
- 第36章與飛羽真等人一同對抗真理之主但失敗，在之後跟大秦寺哲雄一同尋找緋道蓮歸隊但未果。
- 第38章對戰真理之主時受傷，之後意圖站起卻瞬間倒在地上。
- 第40章和大秦寺哲雄一起支援玲花並壓制被真理之主控制的凌牙。
- 第41章代替尚未完全痊癒的倫太郎和賢人，和大秦寺一同對付卡律布狄斯·赫丘利而一度處於下風，飛羽真趕來後一同將其擊破。
- 第44章與眾人對抗斯特琉斯和四位賢神卻失敗，決戰前回家與家人團聚。
- 第45章與倫太郎一同對抗賢神海蘭達，看到蓮上樓後讓倫太郎也先上去協助飛羽真，自己一人與海蘭達戰鬥。
- 第46章與大秦寺一同擊敗海蘭達，最後因受到大量傷害且精疲力盡而倒下。
- 增刊號最後決定考取教師執照。
- 於續篇《假面騎士聖刃 深罪的三重奏》中在拯救世界過了8年之後，成為了一名小學教師。

大秦寺哲雄（岡宏明、福島永大（童年）飾）／大陸CV：林帽帽／台灣CV：陳彥鈞、孟慶府／香港CV：郭俊廷（本篇）、黃尉斯（不死鳥之劍士與破滅之書、超級英雄戰記）、譚禹晋（Beyond Generations）
假面騎士Slash的變身者，大約1980年（昭和55年）生，大約40來歲，有個近百歲且未退休的祖父。隸屬於『真理之劍』的音之劍士。
家族世世代代都是刀匠，而他亦是專職技術維修師。
年輕時為『真理之劍』的鍛刀見習生兼劍士訓練生，遵從「刀匠和劍士都很重要」的教誨，也堅持連日不休的訓練，也非常認真地對待自己的职业并爱剑如命，而且遇见前所未有的剑时刀匠的热血会沸腾起来。
因其祖先還是火炎劍烈火的鍛造者而且他的祖父曾说过要跟隨火炎劍烈火的使用者，所以严厉地教育了曾被称做「叛逃」的飛羽真要成為一個合格劍士應該具有麼樣的决心，並且是第一個回到飛羽真身邊的人。
有非常特殊的听力而且不懂说谎。在個性內向、第一人稱「私」的同時性情上也變得很孤僻並不習慣和陌生人談話但其实外冷内热并关心同伴，在用「不來梅的搖滾樂隊」时第一人稱變為「俺」，情绪会变得高涨且声音野性，非常难於捉摸。在中期的時候展現了自己的智慧，在所有人都被神代玲花牽著鼻子走的時候只有他和尾上覺得事情後面有隱情。回歸主角團後變得有點搞笑，亦不減他的冷靜。
在韓賽爾納茲與格蕾特爾形态时可使用不來梅之搖滾樂團的能力，亦可挥动錫音制造乐谱屏障阻挡攻击。
口頭禪：「我的劍非同凡響。（日文：俺の剣は響きが違うぜ）」
- 第3章時登場，並向在場的眾人表示飛羽真曾出現在15年前的那場異變的現場。
- 第5章時幫飛羽真調整火炎劍烈火。
- 第6章時被翻閱了禁書解開如何前往阿瓦隆的飛羽真發現其假面騎士Slash，即為音之劍士的身份，並表示除了蘇菲亞以外已經很久沒人這麼叫過他了。
- 第7章時向蘇菲亞表示再給他一點時間。[41]
- 第9章時由於飛羽真等人敵不過Calibur，看不下去的他帶著維修完成的聖劍即時趕到，之後變身成假面騎士Slash擊退敵人。
- 第12章擊敗哥布林梅基多後因梅基多的計策而連結世界所需要的門。
- 第18章對於飛羽真是否背叛的真實性，打算用自己的劍去了解。
- 第19章時為了確認尤里跟飛羽真的真實想法而請戰，並在戰鬥中透過斯特琉斯得知蘇菲亞並非被梅基多囚禁。
- 第20章時向眾人說出他所親眼確認的新種梅基多是由人變身的事，但在與尾上亮才說出他沒有辦法確定飛羽真的真實想法，隨後又說出蘇菲亞並非被梅基多囚禁的事，讓尾上亮不禁對神代玲花產生懷疑。
- 第21章為了理解火炎劍烈火為何選擇飛羽真而再次與飛羽真對決，但认为飛羽真拯救所有人的想法幼稚，在看到火炎劍烈火發出鮮紅色的光芒，認為飛羽真是能引出傳說之劍力量的人後，選擇離開組織跟隨飛羽真。
- 第23章為了潛入極南基地，由於自己身上往極南基地的書門被切斷連結而與飛羽真請求尾上協助，潛入後因斯特琉斯入侵的關係導致計畫中斷。
- 第24章為了幫飛羽真解析『始源戰龍』奇跡駕馭書而重新啟動停擺的極北基地，之後在飛羽真說他與尾上兩人對決的現場出現不明煙霧奪走兩人掉落的奇跡駕馭書時，說出煙叡劍狼煙的存在但不知道持有的劍士的身份。
- 第26章與尾上亮前去協助尤里一同加入戰鬥，最後不敵變身成Calibur邪王魔龍的賢人，『韓賽爾納茲與格蕾特爾』被神代玲花奪走。
- 第32章佩劍音銃劍錫音在凌牙和玲花突襲極北基地期間被奪走，並帶到真理之主面前。[42]
- 第35章時錫音因全知全能之書降臨儀式被飛羽真破壞導致復甦不完整而消失後其劍再次回到面前並解除了封印。
- 第36章因錫音复活而高兴得不能自已，與飛羽真等人一同對抗真理之主但失敗，在之後跟尾上亮一同尋找緋道蓮歸隊但未果。
- 第39章負責照顧治療眾人後進入虛弱狀態的尤里。
- 第40章和尾上亮一起支援玲花並壓制被真理之主控制的凌牙。
- 第41章代替尚未完全痊癒的倫太郎和賢人，和尾上一同對付卡律布狄斯·赫丘利而一度處於下風，飛羽真趕來後一同將其擊破。
- 第44章與眾人對抗斯特琉斯和四位賢神卻失敗，決戰前調整所有人的聖劍讓其達到最佳狀態。
- 第45章與蓮一同對抗賢神斯巴達，在以捨身攻擊製造機會後，成功與蓮一同擊敗斯巴達，最後讓蓮先前進，自己則精疲力盡而倒下。
- 第46章甦醒後與尾上一同擊敗賢神海蘭達，最後因受到大量傷害且精疲力盡而再次倒下。
- 增刊號最後決心要打造出全新的聖劍。

緋道蓮（富樫慧士飾）／大陸CV：叮当／台灣CV：賈文安／香港CV：潘昀雋（本篇、外傳、Beyond Generations）、樂家焜（不死鳥之劍士與破滅之書、超級英雄戰記）
假面騎士劍斬第二任的變身者。第一人稱「俺」，隸屬於『真理之劍』的風之劍士。現年18歲，前任風之劍士·鏡天禰的後繼者。
原為極南基地出身，後才轉入極北基地，根據前傳漫畫的解釋，當時他是鏡天禰的候選人之一，因此讓還是劍士訓練生的倫太郎非常在意。
開始不管發生什麼總是一副笑面，就連尾上被怪物石化的時候依然在笑。其實他只是心裡不成熟而已，一心只想著和賢人一起。但是在大家以為賢人死了之後他就再也不笑了。是个忍者，但最控不住情绪的就是莲。與其他劍士相比，性格較為急躁，动辄就找人挑战，也容易被片面之詞誤導而作出衝動的行為。
擁有劍道方面的才能，其劍術也是一流，并对剑术有无穷欲望，不断修炼希望变强。
因為是『真理之劍』的劍士会以人的实力判断其价值，所以認為劍術比書本重要，這一點與飛羽真完全相反。妒忌賢人对飞羽真的信任，经常对其举剑想向。之后飞羽真相信害死賢人的上条大地所說的話，所以蓮认为飛羽真也是敵人，並衝動地想去擊倒飛羽真。
一直深信「強大就是正義」，也是他的口頭禪。后期因為看到飛羽真漸漸有另一种強大而迷惘、烦躁。
在迪扎斯特勸誘下選擇和迪札斯特流浪，为了避同伴劝说归队而和他躲起来，期间終於成長。
平時吃杯面時不愛搭配紅姜，這一點還被迪札斯特吐槽過，第43話末端才願意搭配紅姜。
- 第6章時從解放訓練場歸來，起初見到飛羽真時称他为「路人甲」和表現出對他的競爭之心，甚至與他多次打賭來證明自己的強大。
- 第7章時和尾上一起一同對抗三名幹部、迪札斯特以及美杜莎梅基多，並且對復活的迪札斯特再次出現感到疑惑。
- 第9章被蘇菲亞指派和尾上对付迪札斯特
- 第11章擊敗哥布林梅基多後因梅基多的計策而連結世界所需要的門。
- 第12章因再次擊敗哥布林梅基多而無意間暫緩梅基多的計畫。
- 第16章聽從極南基地的指示要求飛羽真交還聖劍和書，在飛羽真說出他相信Calibur所說的組織內部有背叛者時氣憤地變身並攻擊飛羽真，隨後在攻擊保護飛羽真的芽依前被尤里制止並被擊退，本打算繼續攻擊飛羽真，卻被尾上亮和大秦寺哲雄阻止並架離。
- 第17-19章依舊認為相信害死賢人的Calibur所說的話的飛羽真也是敵人，並衝動地想去擊倒飛羽真。
- 第20章在神代玲花的提醒下更加衝動，並前去搶奪飛羽真持有的雷鳴劍黃雷但在迪札斯特亂入後失敗。
- 第28章脫離組織去尋找賢人與他一起戰鬥，但卻遭到所崇拜的賢人攻擊並打算封印自己的聖劍，在與其戰鬥後不敵，甚至風雙劍翠風的「裏」劍因此被封印，最後在不甘及怨恨的情況下獨自離去，完全不理會向其關懷的飛羽真。
- 第30章一直被迪扎斯特跟隨並勸誘，隨後尾上出現並說服回來一起戰鬥，但對其用粗暴的態度拒絕並離去。
- 第33章被迪扎斯特跟隨著而煩躁，之後在神代玲花出現時，被其挑釁而急怒於對戰但仍舊不敵，先後被迪扎斯特及倫太郎保護下而覺得自己很弱小，但表示在變強之後第一個要除去的人就是迪扎斯特。
- 第35章在巴哈特和賢人對戰期間介入戰鬥，一度被巴哈特擊敗並被奪走翠風，最後因全知全能之書降臨儀式被飛羽真破壞導致復甦不完整而消失後其劍再次回到面前並解除了「裏」劍的封印。
- 第36章在看到尾上亮和大秦寺哲雄趕來勸說其歸隊後就躲了起來，讓迪扎斯特十分無奈，當時迪扎斯特也被蓮按下來躲藏可能是蓮為了避免尾上亮和大秦寺哲雄發現迪扎斯特。
- 第37章為了理解心中的疑惑與飛羽真要求決鬥，被其擊敗後不想否定自己對強大的理念並離去。
- 第38章為了展示實力而對抗真理之主，並與其他劍士暫時達成了共識，但在結束後離開，仍然沒有歸隊。
- 第39章拒絕賢人的歸隊請求，並闡明瞭原因：對實力強大的定義感到非常迷茫。
- 第41章被飛羽真告知大家會等他歸來，最後被迪札斯特要求和自己認真的對決，但对死亡而恐惧。
- 第43章下定決心與迪扎斯特認真對決，最後成功打敗並目睹迪扎斯特的最後。
- 第44章向賢人表明要走向自己的道路，並要阻止世界的終結。
- 第45章與大秦寺一同對抗賢神斯巴達，在大秦寺的捨身攻擊後，使用迪札斯特的必殺技擊敗斯巴達，隨後前去協助飛羽真，代替其與賢人一同對抗賢神庫昂。
- 第47章與賢人一同將僅剩的賢神庫昂消滅。
- 增刊號中獨自一人踏上武者的修行。

### 过去的劍士
上條大地（平山浩行飾）／大陸CV：周健／台灣CV： 黃天佑／香港CV：李家傑
假面騎士Calibur 第二任及假面騎士聖刃第一任的變身者。
神山飛羽真在夢中遇到15年前的劍士，曾是尾上亮及富加宮隼人的戰友，具備珍視同伴的善良和極北基地首屈一指的實力。
也因为成為背叛組織的假面騎士Calibur出现，曾被贤人受到困惑而误会他就是富加宮隼人。
15年前在殺死他的摯友並取得闇黑劍後，也因此看見了未來，並決定成為假面騎士Calibur背叛組織。
- 第1章時對曾是自己佩劍的「火炎劍烈火」再次現身而感到驚訝。
- 第4章解開迪札斯特的封印，最後出現在飛羽真和倫太郎面前，並且被突然現身的賢人擋住攻擊。
- 第5章出現在正在對付食人魚梅基多的賢人和飛羽真面前，目的是來奪取飛羽真的火炎劍烈火和勇猛戰龍，實際上是為了不讓飛羽真捲入其中，在奪取失敗後認定勇猛戰龍就是一切的關鍵。
- 第6章在斯特琉斯的幫助下得到前往阿瓦隆的方法。
- 第7章時成功打開通往異次元世界的入口，並與飛羽真和賢人對峙，過程中和飛羽真以兩本書共鳴的方式打開通往阿瓦隆的入口。
- 第8章時手中拿著過去自己與蘇菲亞及富加宮隼人[44]的合照[45]。
- 第9章時前去襲擊飛羽真等人，並且告訴飛羽真自己是為了得到強大的力量並找到真理而背叛；在大秦寺趕到後，雖然成功奪走天空的佩加索斯以及尖針刺蝟，但手中的西遊旅記也被奪走，隨後又因為飛羽真使用烈火三冊的力量而居於下風，最後是讓僅存的鴨梅基多替自己擋下攻擊才得以逃走，離開後遭遇到蘇菲亞並被其質問真實身份。
- 第10章時因為「邪王魔龍」奇蹟駕馭書的完成，被斯特琉斯中斷了戰鬥並解除變身而露出真面目。
- 第11章時表示自己是真理的追尋者，因賢人使出全力，為了回應而變身成「邪王魔龍」型態，並以強大的力量擊敗賢人。
- 第12章再次與賢人對決，最後以強大的力量擊敗賢人並使用劍的力量讓賢人被黑暗吞噬，實際上是為了摯友富加宮隼人的遺願，為了保護賢人而將其封印在黑暗空間。
- 第13章用自己的劍成功開啟連結世界的大門，最後被聖刃龍之騎士擊敗後下落不明，而闇黑劍月闇則散落在某地。
- 第14章從闇黑劍月闇復活，在三位幹部梅基多的協助下破壞連結世界大門的封印。
- 第15章時說出15年前的真相－自己尋求『真理』的目的是為了知道富加宮隼人為何選擇不惜背叛組織也要引發15年前的異變還有唆使富加宮隼人這麼做的幕後黑手到底是誰、將火炎劍用闇黑劍的力量隱藏起來以及跟梅基多合作，最後被飛羽真的龍之騎士擊敗，之後拜託飛羽真幫他找出這一切真相和隱藏在組織的幕後黑手，隨後被跟隨而來的迪扎斯特偷襲，死前將闇黑劍月闇託付給飛羽真，但落在遠處的闇黑劍月闇卻下落不明。[46]
- 第45章和富加宮隼人，因為流蘇的後手而一同以靈魂的姿態出現在蘇菲亞面前，與其並肩作戰最後兩人將未來託付給飛羽真等人後就消散而去。

富加宮隼人（唐橋充飾）／大陸CV：林强／台灣CV：黃天佑／香港CV：袁德基
假面騎士Calibur第一任的變身者，富加宮賢人的父親，15年前曾是隸屬於『真理之劍』闇之劍士。
於前傳漫畫中，和年少時的尾上亮碰面，並且出手教訓了一群流氓，後指點他要當一名劍士可不能抱著隨性的心態，並且為了試探尾上的實力而安插了一隻梅基多去襲擊晴香并出手從雜兵——Shimmy手中救下他，後來又刻意放出哥布林梅基多，結果讓尾上產生覺悟正式變身成假面騎士Buster而見證了其實力並歡迎他加入『真理之劍』。
15年前因為受到闇黑劍月闇指點并看見世界毀滅的未來全為真理之主的手筆，在那之前他還質疑過真理之主。但反被真理之主利用闇黑劍月闇的力量教唆他背叛组织，並啟動儀式將能夠連結兩個世界的露娜吸入書中和拿走部分奇跡駕馭書、放出梅基多三幹部和迪札斯特來發動異變并一度造成『真理之劍』四分五裂，隨後在與上條大地決戰後被殺死。
- 第38章出現賢人的面前，並得知15年前被流蘇拯救下後就以靈魂的姿態存活著，隨後在與真理之主決戰時再次現身。
- 第45章和上條大地因為流蘇的後手而一同以靈魂的姿態出現在蘇菲亞面前，與其並肩作戰，最後兩人將未來託付給飛羽真等人後就消散而去。

長嶺謙信（三上真史飾）／台灣CV：黃天佑／香港CV：陳健豪
假面騎士Blades第一任的變身者，隸屬於『真理之劍』前任水之劍士。
新堂倫太郎的恩師，在15年前的異變中被茲歐斯殺死。
於前傳漫畫中得知平常講話時發音不準確，但給孩子讀書時發音就很準確。
新閃恭一郎（石井一彰飾）
假面騎士Espada第一任的變身者，隸屬於『真理之劍』前任雷之劍士，在15年前的異變中被迪札斯特殺死。
於前傳漫畫中得知是個會在營運組織上插口的知識派，最近在關注數碼相機的同時，也購入了剛發售的電腦。
鏡天禰（水澤惠麗奈飾）
假面騎士劍斬第一任的變身者，隸屬於『真理之劍』前任風之劍士，在15年前的異變中被迪札斯特殺死。
於前傳漫畫中得知她是極南基地出身，因其美貌的關係而令粉絲眾多，最近期待著觀看悉尼奧運會的預選。
龜巳川壽和
假面騎士Buster第一任的變身者，隸屬於『真理之劍』前任土之劍士，於前傳漫畫登場。
1942年（昭和17年）生，於2019年（令和元年）故，終年77歲，是尾上亮年少時就讀的篝高校的一名古典學教師，因名字關係而被同學們稱為「龜佬」。
妻子是一名音樂老師，已經過世。
起初因相中尾上好鬥的能力，而將「玄武神話」奇蹟駕馭書放進自動販賣機裡，不僅引起尾上的注意，也引來幾個隸屬於梅基多的雜兵，順理成章收尾上為徒，之後因年事已高而在一次對付梅基多的途中敗下陣來，直到瞧見了尾上能拿起土豪劍激土、變身、消滅梅基多的實力後，見證了他想成為劍士的決心和毅力，因此放心隱退，成為五年後的異變中唯一一位沒征戰的劍士。
在TV本篇開始前七年，已育有一子的尾上前去找他商量自己的處境，就開導他遵從自己的想法去做，最後當他看到尾上的舉止後，也確認了他要成為「最強的育兒王」的決心。

## 極南基地
為真理之劍裡負責管理組織的中樞。已知的劍士有煙之劍士Sabela和時之劍士Durendal，其中還有其他士兵在裡頭鎮守。

#### 劍士 / 假面騎士
神代凌牙（庄野崎謙飾）／大陸CV：陈思宇／台灣CV：蔣鐵城、張至超（機界戰隊）／香港CV：陳啟熾（本篇）、蔡威賢（超級英雄戰記）、李鎮然（機界戰隊）、簡懷甄（聖刃外傳）
假面騎士Durendal的變身者，神代玲花的兄長。第一人稱「俺」，現年33歲，隸屬於『真理之劍』極南基地的時之劍士，同時也是現任真理之主的貼身護衛。
性格忠心、顽固、冷酷、自信，恩怨分明，其实是个傲娇。起初對他而言，真理之主的代号就是必須誓死服從和保护的存在。会毫無怨言背上神代家族的榮耀去肅清他认定等同犯下重罪的質疑者或背叛者，因此起初与玲花视飛羽真等人为敌。
其实受真理之主唆摆；幸好看破真理之主的居心和陰謀而對家族感到蒙羞，不再视对方为主人，并慢慢接受飞羽真等人。
不懂得与人沟通，要靠決鬥來結交盟友，從劇中的表現來看，再隨著增刊號特別篇中由玲花提起，并且凌牙本人想跟倫太郎交朋友。
口頭禪：「把你肅清。（日文：「粛正する。」）」、「不要惹我生氣（日文：俺を怒らせるな）」
- 第28章時在真理之主向神代玲花表示利用完飛羽真後就打算將其處決時帶著所持有的聖劍·時國劍界時登場。
- 第29章變身成假面騎士Durendal攻擊決定背叛組織的倫太郎，並把打算從極南基地中逃脫的飛羽真劈至重傷。
- 第31章向玲花表示她已經不再深得真理之主信任，讓玲花心生失落。
- 第32章與神代玲花兩人突襲極北基地，而後命令玲花去搶奪聖劍及奇跡駕馭書，而他留下來奪取烈火跟最光，雖然先是以界時的能力快速擊敗尤里，但之後卻被飛羽真看穿能力阻斷攻擊，心生憤怒甚至想擊殺飛羽真，但還是被真理之主用能力傳送回極南基地。
- 第33章因被飛羽真看穿攻擊憤而苦訓，在妹妹玲花對其表示真理之主與梅基多合作的事時對她破口大罵，並要求她絕對服從命令和不能對真理之主的行為產生任何懷疑。
- 第34章與倫太郎戰鬥。但巴哈特介入戰鬥，曾一度被巴哈特按著來打并称他作疯狗，直至使用時國劍界時的能力才得以勉強地從中撤退而導致兩人的對決不了了之。并在下集开头表达不满
- 第35章時在玲花挾持無聖劍的尾上亮與大秦寺哲雄下，擊敗與他展開戰鬥的倫太郎，但隨後遭到真理之主放任的巴哈特襲擊，兄妹兩人的聖劍及奇跡駕馭書也被擊落至真理之主手上，在玲花急躁地打算與真理之主理論時，阻止她繼續理論下去。
- 第36章判定現任真理之主不再是守護世界的真理之主，因而決定與玲花背叛其並展開了戰鬥，並與飛羽真一同對抗真理之主但失敗，幸好在即將被擊殺前的一刻被尤里救下並帶回基地。
- 第37章向飛羽真等人表明雖然說自己已經不再效忠於真理之主，但不代表他會因此而願意加入飛羽真等人的陣營。
- 第39章與玲花一同對抗真理之主，期間被真理之主重創，被玲花救下並帶到奇幻書屋神山，並將玲花奪走的奇跡駕馭書交給飛羽真等人，隨後得到治療。
- 第40章被全能之力奇跡駕馭書的能力控制，並攻擊玲花、尾上亮和大秦寺哲雄，後在自身意志和真理之主被重創之下成功掙脫控制，並說：「又欠了一個人情。」
- 第43章在芽衣的拜託下與玲花一同去協助飛羽真，過程中被使用時國劍的飛羽真救下。
- 第44章與玲花在解放訓練場訓練，得知倫太郎到來後直接向其詢問決戰的時間。
- 第45章與凌花一同對抗賢神迪亞戈，但陷入苦戰。
- 第46章在倫太郎抵禦一次迪亞戈的攻擊後讓倫太郎先行上樓，與玲花一同擊敗迪亞戈，不過也因為如此，其聖劍時國劍界時在對戰期間被迪亞戈斬斷，最後因受到大量傷害且精疲力盡而倒下。
- 增刊號中由於不善交際而透過戰鬥與倫太郎交流，輸給倫太郎後認可他是適合擔任真理聖主的人，只不過『真理之劍』已經改制為評議員，不再需要真理聖主。
- 特別章時跟玲花一同與偷闖入極北基地的佐克斯/痛快凱撒展開對峙，後來因為自己變身用的奇跡駕馭書「海洋歷史」被佐克斯奪走的關係，而與玲花以及佐克斯一同登上鱷大王戰艦上並意外來到《機界戰隊全開者》的世界中。

神代玲花（安潔拉芽衣飾）／大陸CV：乔菲菲／台灣CV：陳貞伃（本篇）、穆宣名、張乃文（機界戰隊）／香港CV：石梓晴（本篇）、李詩婷（超級英雄戰記）、詹健兒（機界戰隊）
假面騎士Sabela的變身者。第一人稱「私」，現年23歲，隸屬於『真理之劍』極南基地的使者兼煙之劍士，也是神代家族的後人之一，為了弄清楚聖刃的力量而試圖接觸神山飛羽真。
其实作為真理之主的忠實部下而行動，以肅清飛羽真與背叛組織的劍士和回收他們手中的聖劍跟奇跡駕馭書為目標，因此起初与飛羽真等人为敌
其实受真理之主唆摆，发现后和哥哥一起倒戈。
對同樣身爲劍士的兄長－凌牙極為仰慕、崇拜，是個典型的兄控，總而言之她一切的行為都是為了得到哥哥凌牙的認同，而且不喜歡任何人對哥哥凌牙有非分之想和肢體接觸。例如芽依向凌牙求救而有些許接觸；飛羽真藉由刃王劍召喚時國劍界時幫他脫離險境等
變身後的口頭禪：「拜倒在我的裙下吧！（日文：「ひれ伏しなさい！」）」
- 第9章時出現在極北基地並與芽依一同留守。
- 第10章時告訴賢人以他的力量無法打倒Calibur，因此將三首刻耳柏洛斯交給他，幫助賢人湊齊奇跡聯組的第三本書；在飛羽真等人與Calibur戰鬥時也在一旁看著，同時也在確認飛羽真的實力在Calibur露出真面目後露出笑容，似乎本來就知道真相。
- 第11章透過通訊向賢人通知Calibur的位置。
- 第15章即《真理之劍傳奇》前篇結尾時在一旁隱密處看著飛羽真的歸來，和回收上条大地落在遠處的劍和書
- 第16章時為了引出聖劍·光剛劍最光，在飛羽真面前招募他，向倫太郎謊稱蘇菲亞被梅基多抓走，向尾上、大秦寺說飛羽真有背叛組織的嫌疑，讓飛羽真與組織對立，並在眾人對立互鬥的同時與神秘人物通話。
- 第17章時向眾人傳達現任真理之主的指令，要求他們取得最光及飛羽真所持有的烈火和黃雷三把聖劍。
- 第18-19章因為飛羽真已獲得尤里的認可及協助，所以以飛羽真會追求力量而迷失自我的理由向眾人要求盡快奪回他所持有的三把聖劍。
- 第20章時改變主意唆使蓮去奪取聖劍，後與倫太郎出現在尋找慎吾下落的飛羽真面前，並宣稱如果飛羽真沉迷於力量而對付組織的話，她們會盡全力阻止，並向尤里表示：「總有一天你會站在我們這邊的」，就與倫太郎離去。
- 第21章時再次命令在基地的人前往取回飛羽真的聖劍，並在大秦寺哲雄自願出戰時，對其相當懷疑是否能達成任務。
- 第22章時因大秦寺哲雄脫離組織的關係，在尾上亮出戰時也相當懷疑他是否同樣會脫離組織，最後尾上亮雖然取得亞瑟之王者，但仍舊對其沒有拿回聖劍一事感到不滿。
- 第23章在斯特琉斯入侵極南基地時，負責指揮及調度士兵作戰。
- 第24章時命令眾人取回禁書，之後出現在尾上亮與神山飛羽真對決之處並暗中利用自己的聖劍能力奪走兩人掉落的『傑克與大豆樹』、『暴風獵鷹』和『西遊旅記』，之後更出現在內心糾結的倫太郎面前，同時向倫太郎表示：「不會背叛組織的你是我最看好的劍士」。
- 第25章向蘇菲亞審問創造出她的書的位置但得不到回答，換上制服後前去極北基地，為了肅清大秦寺和尾上而變身成假面騎士Sabela，擊敗兩人後奪走『不萊梅的搖滾樂團』。
- 第26章中為了阻止賢人封印聖劍而打算奪走闇黑劍月闇並亂入戰鬥，最後不敵Calibur 邪王魔龍，趁亂奪走『韓賽爾納茲與格蕾特爾』後撤退。
- 第28章時向真理之主詢問是否再放任飛羽真等人繼續作對下去，而真理之主向她表示只要完成聖劍的覺醒，飛羽真等人就毫無利用價值，到時就會處決他們。
- 第31章時因為真理之主對她漸漸不再信任的關係，而感到失落。
- 第32章與神代凌牙兩人突襲極北基地，而被凌牙指派去奪聖劍及奇跡駕馭書。雖然輕鬆地奪走黃雷、錫音跟激土三把聖劍，但先是被尤里質問為何與梅基多合作，之後更在奪走激土時看到暴走的茲歐斯出現極北基地，又加上真理之主逐漸不信任自己的關係，因此開始對自己曾經所遵從的正義、所景仰的真理之主心生迷茫及困惑。
- 第33章在真理之主的回收翠風命令下與蓮對戰，雖然很快地以其實力讓蓮陷入劣勢，但隨後因迪扎斯特介入下被其和蓮兩人反擊，隨後被趕來的倫太郎擊敗，負傷離去。
- 第34章看到飛羽真試圖拯救露娜時企圖利用自己的聖劍能力抓走但因裂縫消失而失敗。最後在尤里被擊敗後，飛羽真、賢人和巴哈特戰鬥時使用聖劍奪走光剛劍最光和書『金之武器 銀之武器』和『X劍客』。
- 第35章時挾持露娜並將她交給真理之主，但後來在全知全能之書降臨儀式遭到真理之主放任的巴哈特襲擊，連帶兄妹兩人的聖劍及奇跡駕馭書也被擊落至真理之主手上，本打算與真理之主理論，但被兄長凌牙阻止。
- 第36章時與凌牙背叛真理之主並與他展開戰鬥，之後與飛羽真等人一同對抗真理之主但失敗，幸好在即將被擊殺前的一刻被尤里救下並帶回基地。
- 第39章與凌牙一同對抗真理之主，奪走大量的奇跡駕馭書後帶著負傷的凌牙撤離並前去奇幻書屋神山。
- 第40章為解救被真理之主控制的凌牙而陷入苦戰，並向極北基地求救。
- 第43章在芽依的拜託下與凌牙一同去協助飛羽真[51]。
- 第44章與凌牙在解放訓練場訓練。
- 第45章與凌牙一同對抗賢神迪亞戈，但陷入苦戰。
- 第46章與凌牙一同擊敗迪亞戈，最後因受到大量傷害且精疲力盡而倒下。
- 特別章時跟凌牙一同與偷闖入極北基地的佐克斯/痛快凱撒展開對峙，後來因為凌牙變身用的奇跡駕馭書「海洋歷史」被佐克斯奪走的關係，而與凌牙以及佐克斯一同登上鱷大王戰艦上並意外來到《機界戰隊全開者》的世界中。
- 於《假面騎士聖刃外傳 假面騎士Sabela&假面騎士Durendal》透過兄長凌牙的介紹下，與同為隸屬「真理之劍」的親信之一名門貴族的御手洗淚提及親事。

### 名門貴族
御手洗淚（矢崎広飾）

## 破滅之書
巴哈特（谷口賢志飾）／大陸CV：常文涛／台灣CV：孟慶府／香港CV：羅偉傑（本篇）、黃尉斯（所有劇場版）
假面騎士Falchion第一任變身者，第一人稱「俺」，是一位不死劍士，於《劇場短篇 假面騎士聖刃 不死鳥之劍士與破滅之書》登場，亦於本篇第34～38、47章登場。
曾經是一個發誓要保護世界的善良、高尚人物，也有些刻薄。
因某位同伴的背叛，家族的人在尤里和巴哈特對付怪人期間被其殺害而性情大变，手刃好友为亲人报仇后从此堕入痛苦与憎恨之中。對真理之剑劍士恨之入骨至誓要逐一杀死的程度，同時也認定人類只是一個不斷互相背叛和殺戮的存在。喜怒无常，会因不明的理由而弃战。
而且現在只是一個男人的殘骸。他暗中希望結束自己的生命來世與死去的家人團聚，但他的不朽使他無法正確地做到這一點。由於這個看似無望的目標，巴哈托變得無比憤世嫉俗、痛苦、疯狂而且会狂笑但暗中懷有一絲希望，希望有人能夠適當地把他從痛苦中解救出來，所以攻擊任何進入他視線的人。
千年前與尤里為同個騎士團的一人，得到能將世界毀滅的力量後，打算把世界消滅把一切歸於全無來阻止鬥爭，最後被尤里封印。
- 第10~11章[9]期间因破滅之書的封印解除，出現在飛羽真等人面前，目的是為了將現實世界和奇跡世界一同消滅，與「真理之劍」的飛羽真等人展開了戰鬥，在第一次戰鬥時被飛羽真擊敗，但因永恆不死鳥散發的「永久之燈」的效果而再度復活，與飛羽真展開了第二次的戰鬥，在第二次跟獲得激情戰龍力量的飛羽真戰鬥擊敗後被破滅之書裡的兩條神獸封印回破滅之書內。
- 第34章因真理之主將破滅之書的封印解除，再次出現在飛羽真等人面前並向飛羽真和尤里發起攻擊，之後介入倫太郎和凌牙的戰鬥中，期间將倫太郎擊敗，在與飛羽真，賢人和尤里三人戰鬥時與更與賢人一同將尤里消滅。
- 第35章與賢人以及中途介入的蓮戰鬥，隨後再次被獲得激情戰龍力量的飛羽真打敗，並且驅動器、聖劍和書都被真理之主奪走而消滅。
- 第36章因聖劍回歸後而復活，並再次出現，同時見證真理之主的宣言。
- 第37章對於真理之主要毀滅世界一事感到不在乎，畢竟他自己本來的目的就是要讓全世界陷入虛無，但对於真理之主要折磨人类后才毁灭世界表示反感。同時面對尤里和芽依試圖感化自己時覺得很可笑，因為尤里認為在千年來全世界的人類改變了許多，彷彿看到一絲希望，才會被巴哈特吐槽。
- 第38章在真理之主和倫太郎、尾上、大秦寺、蓮、尤里、玲花、凌牙的战斗中介入，攻击所罗门以外的假面骑士并警告他们不要阻止世界回归全无但被赶至战场的飛羽真指摘他自暴自棄、不關注身邊人、一直不肯面對現實而怒上心头。和他作最后對戰时身体被火炎劍烈火劈开而造成無法恢復的傷害，留下一句：「你會給今後的未來帶來什麼，我会看看的」之后，將劍留下後化成灰而消散。
- 第47章在恢复本性的灵魂一年後在奇跡世界裡和最初的五人及露娜向飞羽真致意，他们祝贺他比以前更好地修复一切，并鼓励他回到在地球上的朋友们身边。

## 阿加斯蒂亞基地
阿斯莫德（谷田歩／台灣CV：黃天佑／香港CV：譚漢華飾)

## 世界聯繫之存在
為「聯繫奇蹟世界和現實世界的特殊存在」，統一為女性，相當於一名巫女，相傳會在兩千年一次的「世界紐結解開之年」出現，無論是孩童還是成年人，她們的力量皆能將奇蹟世界的力量拉來現實世界，同時據説她所選中的人將會獲得奇跡世界本身的力量、必須離開現實世界，讓他成爲兩千年一届的「世界之救世主兼守護者」
巫女（知念里奈飾）
兩千年前與維克托（流蘇）、初代真理之主、斯特琉斯、雷傑爾、茲歐斯等人一同發現全知全能之書並創造出奇跡世界。在斯特琉斯等人墮落為梅基多以後，將僅存的全知全能之書的頁面盡數分散成各式各樣的奇跡駕馭書。
紅衣蘇菲亞（知念里奈飾）
是斯特琉斯以《神秘書籍》創造出來的與蘇菲亞的樣貌相似的第二個人造人。
- 第42章首次現身，第43章為了製造全知全能之書而被卡律布狄斯梅基多吞下。

## 文庫烏托邦
須藤芽依（川津明日香飾）／大陸CV：杨凝／台灣CV：陳貞伃、連婉鈞、劉如蘋／香港CV：羅婉楓（本篇）、王慧珠（所有劇場版）
本作女主角，1997年（平成9年）生，現年23歲。
第一人稱「うち」，在負責神山飛羽真所寫的小說的新人編輯，曾經留下來看守極北基地。
個性好奇心非旺盛，而且非常熱血。表情也多怪，因此很容易被觀衆截圖很多她不同的表情，製作出一系列的表情包，而她對事物的誇張反應是該劇喜劇的來源。為人處事也很樂觀派，也非常友善。但隨著事件變得更加激烈，一度變得嚴肅和安靜。
喜歡的書籍為時尚雜誌但事實上她對書籍沒有興趣，反而熱衷於時尚娛樂及社交網路，如同一般的社會人士一樣。
第30章得知有製作飾品的個人愛好。
- 第1章時與飛羽真因為魔像梅基多的作亂而轉移到異世界，但完全沒有害怕的樣子，反而到處拍照[55]，結尾時與飛羽真被突然出現的倫太郎嚇到。
- 第2章時與飛羽真和倫太郎前往梅基多作亂的現場[56]，之後因為螽斯梅基多的高頻音波而昏厥。
- 第3章帶著空外出玩，卻因自己的一時疏忽導致空在眼前消失而相當自責。
- 第4章透過空白的改造駕馭書進入奇跡世界尋找失蹤的空，隨後透過帶來的煙火讓飛羽真等人注意到她所在的位置。
- 第5章時與倫太郎到處調查彩色泡泡的產生原因，卻遭到迪札斯特和茲歐斯襲擊。
- 第6章時透過社交網路與倫太郎找到茲歐斯的出沒地點。
- 第7章時因倫太郎戰敗而擔心他，之後因為美杜莎梅基多的關係出現在戰鬥現場時而遭到隱藏在後方的斯特琉斯脅持住，甚至被茲歐斯丟起來打算吞噬，但隨後被趕來的倫太郎拯救，看到倫太郎恢復精神相當高興。
- 第9章時因得蘇菲亞許可而獲得一本隨時能得知梅基多所侵略的地區的書。
- 第11章時被蘇菲亞委託保管一把神祕鑰匙，並被委託留下來看守極北基地。
- 第12章時看到重傷的倫太郎而責備賢人為何擅自亂為，但被尾上阻止。
- 第13章時被尾上委託留下來照顧重傷的賢人。
- 第15章時用自己的方式激勵因梅基多三幹部的話而失去對飛羽真會成功歸來的信心的眾人。
- 第16章時與飛羽真一起去送新書的文稿時遭到倫太郎等人包圍並質問，在眾人誤將飛羽真當成背叛者時維護飛羽真，在被蓮攻擊時尤里出現解救她與飛羽真。
- 第17章得知雪人梅基多的真身就是自己的上司白井雪。
- 第18章向尤里表示白井雪是她很尊敬的人，因此無論如何都要拯救她。
- 第24章差點被聖刃始源戰龍（獅子戰記）襲擊，但因在最光和突然出現的Calibur[57]一同攻擊下打敗了聖刃後而免於襲擊。
- 第28章時接受白井雪的請求而向飛羽真詢問是否能繼續寫Lost Memory，並在結尾時眼前突然閃現奇跡世界的景象。
- 第30章在飛羽真的書店內看見奇跡世界，隨後被茲歐斯植入新的白色改造駕馭書而變成貓梅基多。
- 第31章被飛羽真從貓梅基多身上短暫分離，但很快就被其再次融合。最後由飛羽真和倫太郎一同再次將她分離出來並打敗貓梅基多，但也將蘇菲亞委託保管的鑰匙掉落，之後被斯特琉斯撿走。
- 第37章和尤里一同去說服巴哈特加入飛羽真等人的陣營不果。
- 第42章找到露娜，並想把她帶回飛羽真身邊，結果中途接到上司的來電而暫時耽擱，最後不見露娜的蹤影。
- 第43章時請求凌牙和玲花兩人協助飛羽真。
- 第45章因現實世界也開始崩壞，且曾經被植入改造駕馭書的關係，發現到自己身體開始慢慢消散中。
- 第47章（最終章）成功在世界被毀滅以前發佈一個稿，讓全世界的人回想自己所喜愛的故事，藉此化險爲夷，一年後，代替已出版小説續作——《永恆故事》的飛羽真摘得長谷川圭一獎。
- 特別章時把逃走中的織女惡徒絆倒，後來又因誤用織女惡徒的符卡，導致飛羽真、倫太郎和賢人三人用來變身的奇跡駕馭書消失。

白井雪（長谷部瞳飾 / 乔菲菲（中國大陸配音） / 連婉鈞（台灣配音） / 莫曉晴（香港配音）
須藤芽依的上司，因為工作及生活中的壓力而嚮往大自然生態。
- 第16章的結尾時，在露營地被雷傑爾植入新的白色改造駕馭書而成為雪人梅基多的變身者。
- 第17章時發現自己身上的異常情況。
- 第18章因為飛羽真的解救而變回正常。
- 第19章時追問芽依關於自己所發生的一切，但被尤里以能力消除掉這段時間的記憶。
- 第28章時委託芽依詢問飛羽真是否能繼續寫Lost Memory的後續內容。
- 第44章因曾經被植入改造駕馭書的關係，而看到奇跡世界侵蝕現實世界的現象[59]。

## 其他人物
亮太（西山蓮都飾）
與飛羽真等人一起轉移到異世界的少年。
- 第1章因為突然被轉移到異世界而與雙親分離下感到害怕，但在飛羽真的鼓勵下放輕，最後在飛羽真打倒魔像梅基多後，返回現實世界與雙親相聚。

亨（榎木薗郁也飾）
亮太的父親，與妻子兩人委託飛羽真幫兒子選擇適合的書籍作為生日禮物。第1章登場。
美沙（今野杏南飾）
亮太的母親，與丈夫兩人委託飛羽真幫兒子選擇適合的書籍作為生日禮物。第1章登場。
尾上空（番家天嵩飾）／大陸CV：兰酒／台灣CV：連婉鈞／香港CV：馮詠恩
尾上亮和桐谷晴香的獨生子，2011年（平成23年）生，在父母深深的愛護下茁壯成長，很有禮貌，尊稱尾上亮為父親（父上）。
雖然喜歡父親和他手上的土豪劍激土，但跟芽依一樣對艱深的書籍不感興趣，直到在大山椒魚事件後對書漸漸產生興趣。
在兩歲的時候，一度被蜘蛛梅基多盯上，差點成了其囊中物，最終被父親救下，還終於脫口叫他爸爸。
- 第3章中隨著父親尾上亮登場，在尾上亮前往極北基地談事時被託付給飛羽真跟芽依照顧，後因芽依的疏忽而去誤開散落在現實世界的空白改造駕馭書而失蹤，在尾上亮得知消息後震怒。
- 第4章時被芽依找到他與其他市民的下落，在飛羽真與倫太郎打倒大山椒魚梅基多強化態下回到現實世界與父親亮相聚。
- 第8章時由於父親遭到石化，而從飛羽真手中暫時得到土豪劍激土以及玄武神話，並在結尾父親回歸時歸還。
- 第41章知道飛羽真即將離開現實世界時，極度不捨。
- 第44章因為母親回國而一家團聚。

來島慎吾（込江海翔飾）賈文安（台灣配音） / 張振熙（香港配音）
喜歡模型的高中生，熱衷於製作夢想城市的立體模型，對雜誌上看到奇幻書屋神山內的立體模型而相當憧憬。
- 第19章時，在製作立體模型時被斯特琉斯植入新的白色改造駕馭書而成為國王梅基多的變身者。
- 第20章的最後被尤里從國王梅基多體內解救出來，並消除掉這段時間的記憶。
- 第44章因曾經被植入改造駕馭書的關係，而看到奇跡世界侵蝕現實世界的現象。

伊本麻美（MIO飾） 連婉鈞（台灣配音） / 成樂怡（香港配音）
大胃王『爆食雙子』的姊姊。
- 第21章在大快朵頤時被斯特琉斯植入新的白色改造駕馭書而成為卡律布狄斯梅基多的變身者之一。最後被尤里從卡律布狄斯梅基多體內解救出來，但忘記消除記憶。
- 第22章請求飛羽真尋找下落不明的妹妹玲美，隨後被突然出現在身邊並變身成卡律布狄斯梅基多的玲美給吞下。最後姊妹一同被飛羽真和尤里從卡律布狄斯梅基多體內解救出來，並被尤里消除兩人這段時間的記憶。
- 第44章因曾經被植入改造駕馭書的關係，而看到奇跡世界侵蝕現實世界的現象。

伊本玲美（YAE飾） 陳貞伃（台灣配音） / 成樂怡（香港配音）
大胃王『爆食雙子』的妹妹。
- 第21章時下落不明。
- 第22章時變成卡律布狄斯梅基多的變身者，並將姊姊麻美吞下。最後姊妹一同被飛羽真和尤里從卡律布狄斯梅基多體內解救出來，並被尤里消除兩人這段時間的記憶。
- 第44章因曾經被植入改造駕馭書的關係，而看到奇跡世界侵蝕現實世界的現象。

桐谷晴香 → 尾上晴香（中島亞梨沙飾） 陳貞伃（台灣配音）
尾上亮高中時期的學生會長及女子排球隊主將，最初僅於前傳漫畫登場，於本篇第44章正式登場。
1983年（昭和58年）生，現年38歲。
22歲那年（15年前的異變），大學畢業後接受尾上的求婚，成為其結發妻子，之後就在外企工作，後來於TV本篇開始的九年前生下兒子——尾上空。
於本篇第三章開始前的時間點（前傳漫畫最終話 - TV本篇開始前一年）前往國外出差。
- 第44章時因為想念丈夫和孩子而回國，在尾上亮上戰場進行最終決戰時被託付照顧兒子。

拓斗（木村聖哉飾） 陳啟熾（香港配音）
神山飛羽真的小說粉絲，與文實還有純平為童年玩伴。
為了成為足球選手，而選擇出國受訓。
本來三人約定了相聚，但因為自己即將要出國的關係，打算不去赴約。
後在與飛羽真的談話中改變自己的決定，而決定在出國之前赴約。
文實（安藤美優飾） 李明心（香港配音）
神山飛羽真的小說粉絲，與拓斗還有純平為童年玩伴。
因受飛羽真的影響，立志成為一名小說家。
純平（蒲田優惟人飾） 潘昀雋（香港配音）
神山飛羽真的小說粉絲，與拓斗還有文實為童年玩伴。
不像童年玩伴的其他兩人有著自己前進的目標，對於自己的未來依舊茫然。
因內心的不安而受到某神秘人物的蠱惑，更使用蝗蟲原型罪惡印章孕育出蝗蟲·死囚。
後在與賢人的談話中，驚覺自己的錯誤，並將蝗蟲原型罪惡印章交給賢人。
最後在與其他兩人敞開心扉地說出心裡話後，下定決心找到屬於自己的未來。

## 《機界戰隊全開者》
佐克斯·戈爾德茨卡（増子敦貴飾）  鄧燦陽（超級英雄戰記）（香港配音）
《機界戰隊全開者》中，痛快凱撒的變身者，來自海賊托比亞的青年。
- 特別章中為了追擊織女惡徒，而意外地來到《假面騎士聖刃》的世界，結尾時奪走神代凌牙變身用的奇跡駕馭書「海洋歷史」。

## 《假面騎士REVICE》
五十嵐一輝（いがらし・いっき）（前田拳太郎飾）锦鲤（中國大陸配音） / 孟慶府（台灣配音）/ 黃尉斯（香港配音） 
續作《假面騎士REVICE》中假面騎士REVI的變身者。
- 增刊號中受喬治·狩崎的委託去取得蝗蟲罪惡印章，而追擊蝗蟲·死囚，卻意外地與飛羽真等人相遇，在一同擊敗蝗蟲·死囚後，從賢人手中取得蝗蟲原型罪惡印章並交給了喬治·狩崎。

拜斯（木村昴聲）图特哈蒙（中國大陸配音） / 陳彥鈞（台灣配音） /  何家裕（香港配音） 
續作《假面騎士REVICE》中假面騎士VICE的變身者，一輝體內所寄宿的惡魔。
- 增刊號中與一輝、飛羽真及賢人四人一同擊敗蝗蟲·死囚後，因尤里能看見自身的存在而感到訝異。

喬治·狩崎（じょーじ・かりざき）（濱尾範高飾）皇贞季（中國大陸配音） / 歐祖豪（台灣配音）/  周倚天（香港配音） 
續作《假面騎士REVICE》中菲尼克斯的天才科學家，騎士系統的開發者。
- 增刊號中委託一輝幫忙收集罪惡印章，在取得蝗蟲原型罪惡印章後就獨自離去。

## 其他演出
- 戰鬥妖精[65]：才木玲佳（4）
- 男A：吉田メタル（日语：吉田メタル）[66]（8）
- 男B：松田凌（日语：松田凌）[67]（8）
- 看見奇跡世界的一對夫妻：岩田榮慶[68]、岩田真優[69]（16[70]）
- 看見奇跡世界的青年：山際海斗[71]（16）
- 大秦寺哲雄的祖父：栗田芳宏（21）
- 失踪者的妻子：吹越ともみ（日语：吹越ともみ）（21）
- 失踪者：作野良輔（21）
- 夢中的少年[72]：青木凰（24 - 27、47）
- 千年前與尤里和巴哈特並肩作戰的一位劍士[73]：藤田洋平[74]（34）
- 緋道蓮的師傅：富永研司[75]（36）
- 長谷川圭一獎頒獎典禮的出席者：長谷川圭一[76]（47）

## 聲音演出
- 聖劍SWORD驅動器、變身系統音效：大塚明夫、坂本英三（周健、郝祥海（中國大陸配音））
- 聖劍·煙叡劍狼煙變身音效：福田みゆ（NEO JAPONISM）
- 旁白：大塚明夫
- 司儀：澤田賢一郎（22）
- 魔像梅基多：白熊寛嗣（瑚涟（中國大陸配音））
- 螞蟻梅基多&螽斯梅基多：江越彬紀
- 螞蟻梅基多：中崎繪梨奈
- 大山椒魚梅基多（大山椒魚梅基多強化形態）：間島淳司
- 食人魚梅基多：平川大輔
- 食人魚梅基多（♀）：森島亞梨紗
- 美杜莎梅基多：齊藤貴美子
- 鴨梅基多（天鵝梅基多）：關智一
- 哥布林梅基多：事業部的大家[77]
- 雪人梅基多：羽多野渉
- 國王梅基多：緒方賢一
- 卡律布狄斯梅基多：岩崎諒太[78]
- 猫梅基多：朴璐美
- REVICE驅動器音效：藤森慎吾（奥特男孩大宝（中國大陸配音））（增刊號特別篇）
- 拜斯：木村昴（增刊號特別篇）